# Atentados de Cataluña de 2017
Los atentados de Cataluña de 2017, también conocidos como los atentados del 17 de agosto de 2017 o por el numerónimo 17A, fueron una serie de ataques terroristas de corte yihadista que se desarrollaron en las poblaciones de Barcelona y Cambrils, en Cataluña (España). Se iniciaron el 17 de agosto de 2017 en Las Ramblas de Barcelona donde, a las 16:53 horas, se cometió un atropello masivo con una furgoneta blanca que recorrió 530 metros en la zona central del paseo, desde la calle Buen Suceso hasta el pavimento Miró, frente al mercado de La Boquería. Horas después, el Daesh reivindicó el atentado mediante la agencia de propaganda Amaq. En la investigación que llevaron a cabo los Mozos de Escuadra se supo que la célula yihadista pretendía atentar en Barcelona y París simultáneamente, colocando "furgonetas bomba" en la Sagrada Familia y la Torre Eiffel respectivamente, en los que podrían haber sido los mayores atentados terroristas en la historia de Europa.
En el ataque de Barcelona se produjeron 15 muertos —entre ellos dos niños de tres y siete años— y 131 heridos, cinco de ellos en estado crítico. Uno de los heridos, una turista alemana de 51 años falleció diez días después por sus heridas, elevando la cifra a 16. El conductor de la furgoneta, Younes Abouyaaqoub (abatido 4 días después en un viñedo a 49km de la Rambla por los disparos de un agente de los Mossos d’Esquadra destinado al ámbito rural), logró escapar a pie cruzando el mercado de La Boquería y caminando por toda Barcelona hasta la Zona Universitaria; y, a las 18:20 horas, cuando un joven de 35 años estaba estacionando su coche en un aparcamiento, le apuñaló y más tarde murió desangrado en el coche, un Ford Focus blanco que utilizó el terrorista para huir de la ciudad, arrollando por el camino a un mozo de escuadra.
Unas horas después del atropello masivo en Barcelona, se constituye a petición de la Generalidad, el gabinete de crisis antiterrorista dirigido por los Mossos, compuesto por: Consejería de Interior, Ministerio del Interior y CITCO (Mozos de Escuadra, Policía Nacional, Guardia Civil y otros cuerpos autonómicos).
Horas después del ataque de Barcelona, en la noche del 17 al 18, a la 1:15 horas, se produjo otro atentado en Cambrils. Cinco terroristas fueron abatidos tras intentar saltarse un control policial de los Mozos de Escuadra y atropellar a seis personas, tres de ellas policías. Una séptima persona fue herida en la cara por ataque de uno de los terroristas, que logró recorrer unos metros antes de ser también abatido. Una de las mujeres apuñaladas en Cambrils murió horas después.
Según los Mozos de Escuadra, el atropello en Barcelona estaría relacionado con una explosión que ocasionó el derrumbe de una casa en Alcanar un día antes, el 16 de agosto. En esta casa había numerosas bombonas de butano y explosivos de fabricación casera. Su explosión obligó a los terroristas, según la policía, a cambiar los planes y optaron precipitadamente por el atropello masivo en la Rambla. El 19 de agosto se identificó al imán de Ripoll, Abdelbaki Es Satty, también de nacionalidad marroquí, como el agente radicalizador de los jóvenes terroristas y posible cabecilla de la célula. El 21 de agosto se confirmó la muerte del imán en la explosión del chalet de Alcanar. Ese mismo día fue abatido Younes Abouyaaqoub en Subirats.
Hubo cuatro detenidos, tres en Ripoll, de nacionalidad marroquí, y otro en Alcanar, nacido en Melilla. Dos de los detenidos en Ripoll fueron el hermano de Moussa Oukabir y un amigo del mismo. Otro individuo herido la madrugada del jueves en la explosión de Alcanar también fue detenido.

## Antecedentes

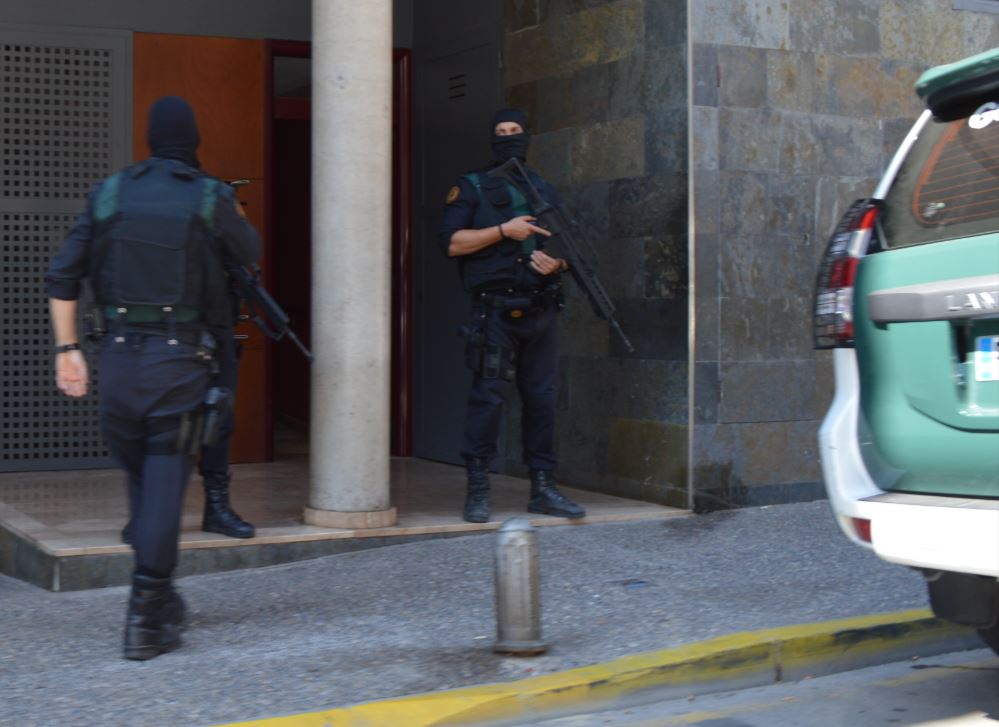
Agentes de la Guardia Civil deteniendo a dos hermanos de 33 y 22 años en Arbucias (Gerona) acusadas de financiar al Dáesh el 27 de julio de 2016.

Después de los atentados del 11 de septiembre de 2001, los Estados Unidos de América iniciaron la guerra contra el terrorismo que se materializaría con la guerra de Afganistán y la invasión de Irak de 2003. En respuesta a estas acciones militares, simpatizantes del Afganistán talibán y de la Irak baazista llevaron a cabo diferentes ataques terroristas contra los estados participantes de la Coalición: los atentados de Madrid de 2004 y los atentados de Londres de 2005.
Desde 2007 varios informes de los servicios de inteligencia, como el FBI o Europol, comenzaron a señalar a Cataluña como un centro neurálgico de actividad de grupos extremistas yihadistas en el Mediterráneo. Algunos de estos informes, filtrados por WikiLeaks en 2009, relacionaban el extremismo con la inmigración.
Tras la Invasión de Irak en 2003, yihadistas de la insurgencia iraquí afines a Al Qaeda se organizaron y establecieron un grupo terrorista llamado Al Qaeda en Irak, que fusionaba a otros grupos yihadistas ya existentes (como JTJ). Progresivamente esta rama de Al Qaeda fue aumentando su número de integrantes y su autonomía, refundándose como Estado Islámico de Irak (EII). Tras el estallido de la guerra civil siria el EII se refundó como Estado Islámico de Irak y el Levante (Dáesh) para dejar patentes sus ambiciones territoriales en Siria. En 2014 el grupo ambicionó un estado islámico global, lo que le hizo cambiar su nombre a Estado Islámico (conocido como Dáesh o ISIS). Este grupo fomentaría una nueva oleada de atentados terroristas en Europa, como los de Niza y Bruselas (capital de la Unión Europea) en 2016 y el de Londres en 2017. Progresivamente, a medida que el Dáesh perdía territorio, cambiaron de táctica y empezaron a promover ataques rápidos y sin preparación previa, con cuchillos, explosivos caseros o con vehículos-ariete.
Durante esta oleada de atentados perpetrados por terroristas del Dáesh, cuerpos de los servicios de inteligencia de los Estados Unidos constataron que Cataluña era un punto prioritario en la lucha contra el terrorismo. Por eso, en 2015, agentes de la CIA se desplegaron por el territorio, coordinados con el Consulado-General de los EE. UU. en Barcelona, trabajando principalmente en las localidades de Tarragona y Barcelona, donde se constató que los yihadistas tenían más arraigo y mostraban más actividad. En la misma fecha, el Estado Islámico amenazó a la capital catalana enseñando la Sagrada Familia en uno de sus vídeos propagandísticos.
Simultáneamente, entre 2012 y 2016, en Cataluña se detuvo a un total de 62 personas en 31 operaciones por presunta vinculación con el terrorismo yihadista, según datos del Ministerio del Interior (una tercera parte de los 186 arrestados por este motivo en España). La cifra más alta de detenidos, cincuenta en veintidós operaciones, se produjo en las comarcas barcelonesas.Antes de que el grupo Dáesh tuviera presencia en Europa, el yihadismo ya tenía una presencia importante en Cataluña (con un 33,3 % de los sentenciados por terrorismo yihadista en España).

## Ataques
| 16 de agosto: - 23:17 – Primera explosión fortuita en un piso de una vivienda en la localidad de Alcanar. 17 de agosto: - 16:50 – Segunda explosión fortuita en la vivienda de Alcanar. - 16:57 – Atropello masivo en La Rambla de Barcelona. - 17:00 – Falsa toma de rehenes en un restaurante en La Rambla. - 18:30 – Hallazgo de una segunda furgoneta en Vic. - 19:30 – Atropello de dos policías en un control en San Justo Desvern. En el interior del vehículo se encontraba un cadáver, el de Pau Pérez Villán, de 35 años, apuñalado y asesinado por Younes Abouyaaqoub, el conductor de la furgoneta de Barcelona, a las 18:30 en el aparcamiento de la Zona Universitaria. 18 de agosto: - 01:15 – Intento de atropello masivo en Cambrils. Apuñalamiento múltiple contra civiles. Abatimiento de los atacantes. 21 de agosto: - 16:00 - Younes Abouyaaqoub es abatido en Subirats tras 4 días de búsqueda. Más tarde se confirma la completa desarticulación de la célula terrorista |

### Atropello masivo en La Rambla-Barcelona

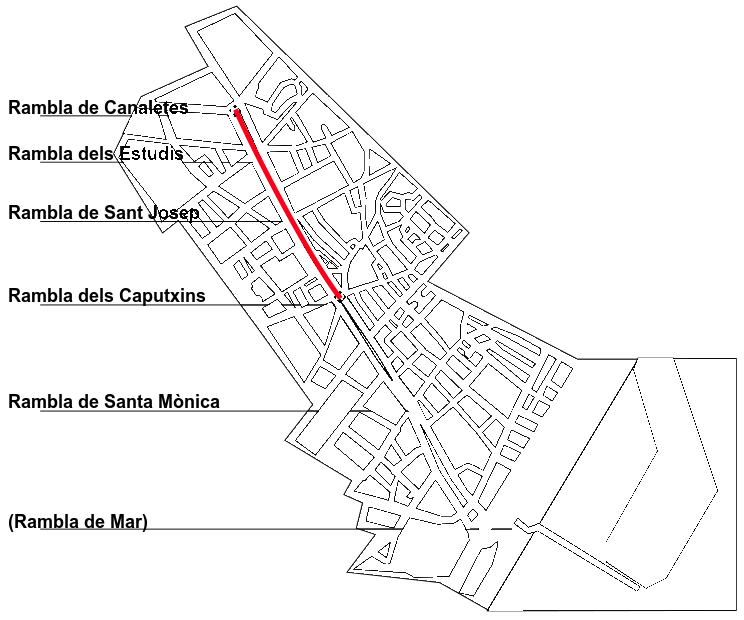
Recorrido de la furgoneta en La Rambla en Barcelona, lugar del ataque principal

Alrededor de las 17:00 (UTC+2) del 17 de agosto de 2017, una furgoneta Fiat Talento embistió a gran velocidad contra la multitud en Las Ramblas de Barcelona, una de las zonas más turísticas de la ciudad, por donde avanzó un total de 600 metros haciendo zigzag en la zona central (ver imagen). Los Mozos de Escuadra activaron la operación «jaula 1» para impedir que el atacante huyera. Además, activaron un dispositivo para casos de «atentado terrorista consumado». Inicialmente, se reportaron dos muertos y varios heridos. También se informó que fueron dos los autores y uno se atrincheró en un bar cercano al lugar, datos que posteriormente se desmintieron.
La policía acordonó el área y desalojó la plaza de Cataluña a las 17:34 horas. Además se cerraron establecimientos comerciales y se detuvo el transporte público. En la primera conferencia de prensa al respecto, Joaquim Forn, consejero de Interior, confirmó un muerto y 32 heridos. No obstante, diversos medios reportaron inicialmente hasta 14 fallecidos. Más tarde, a las 23:00 horas, Forn anunció que el recuento oficial era de 13 muertos y un centenar de heridos.
Alrededor de las 20:00 horas, los Mozos de Escuadra negaron que hubiera alguna persona atrincherada en un bar, según se había extendido en rumores, y confirmaron la detención de un sospechoso.
El conductor de la furgoneta utilizada para el ataque en las Ramblas salió corriendo. La policía creyó inicialmente que se trataba de Moussa Oukabir, de 17 años, uno de los cinco presuntos terroristas que según algunos medios de comunicación fueron abatidos en Cambrils. Más tarde se adjudicó la autoría material a Younes Abouyaaqoub, uno de los huidos de la policía. En el interior del vehículo se localizó un pasaporte español de una persona de origen magrebí. La furgoneta fue alquilada en una empresa de alquiler de Santa Perpetua de Moguda.

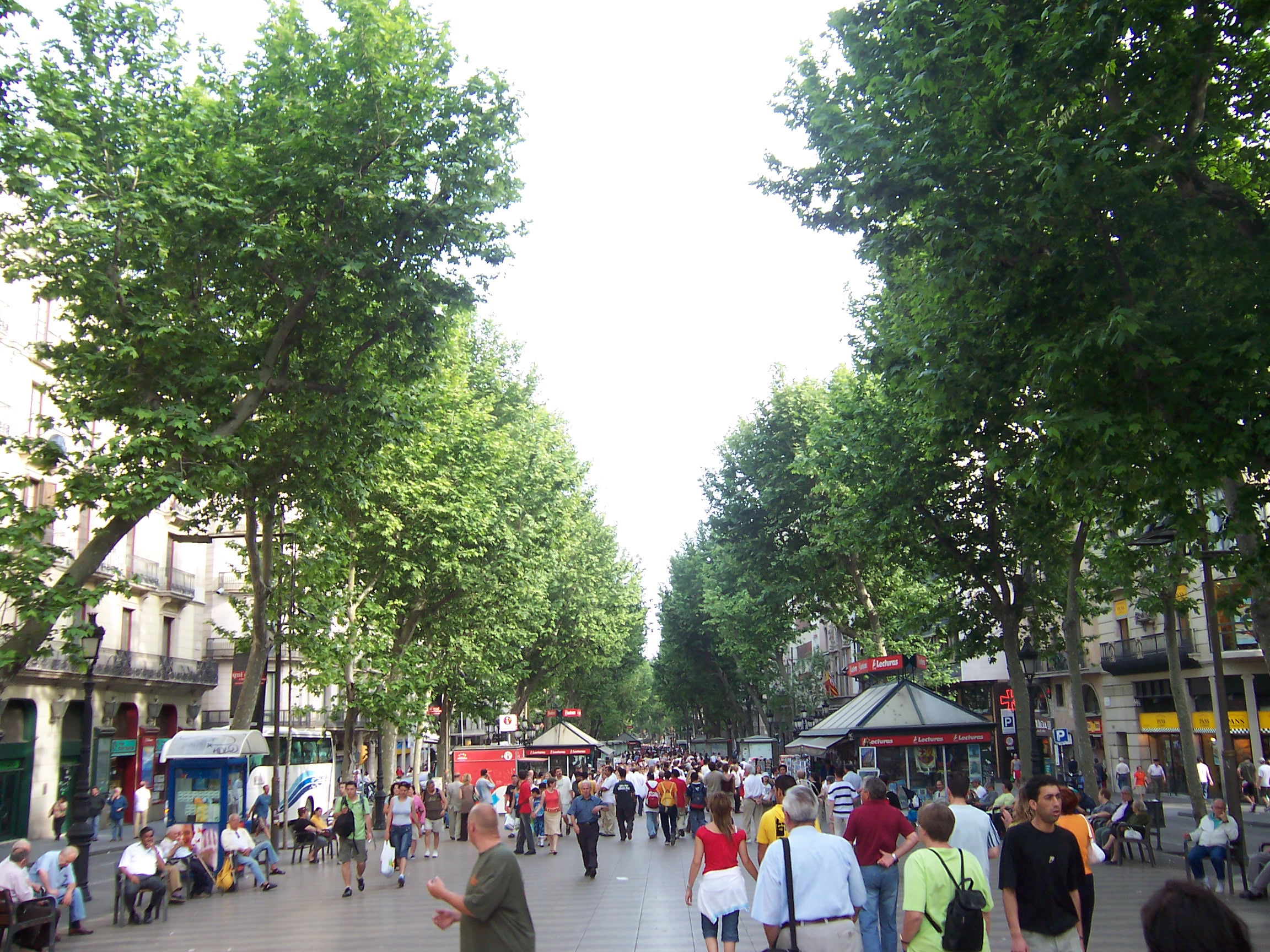
Inicio de las Ramblas, donde habría comenzado el ataque.
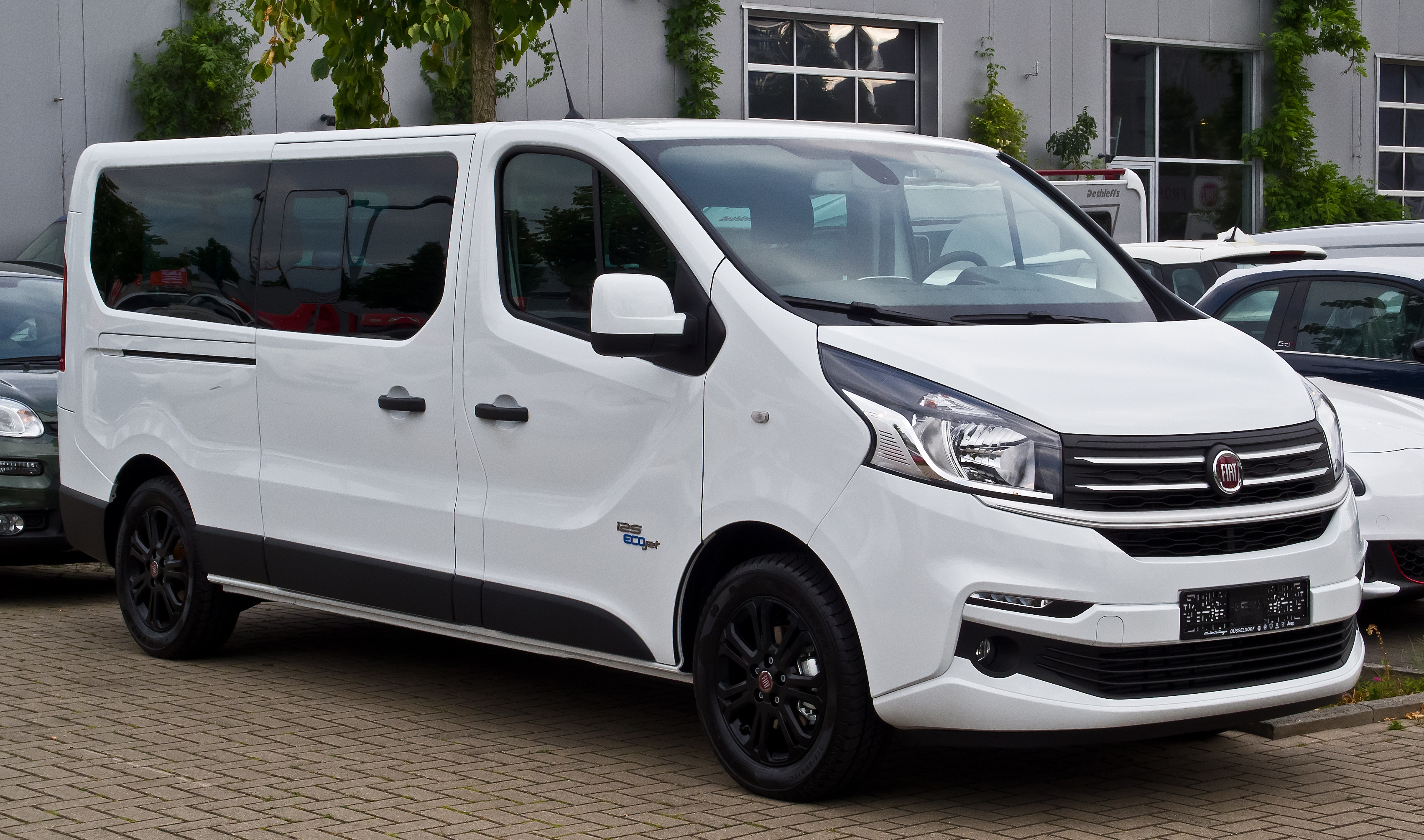
Fiat Talento de segunda generación, modelo de vehículo que se usó en el ataque.
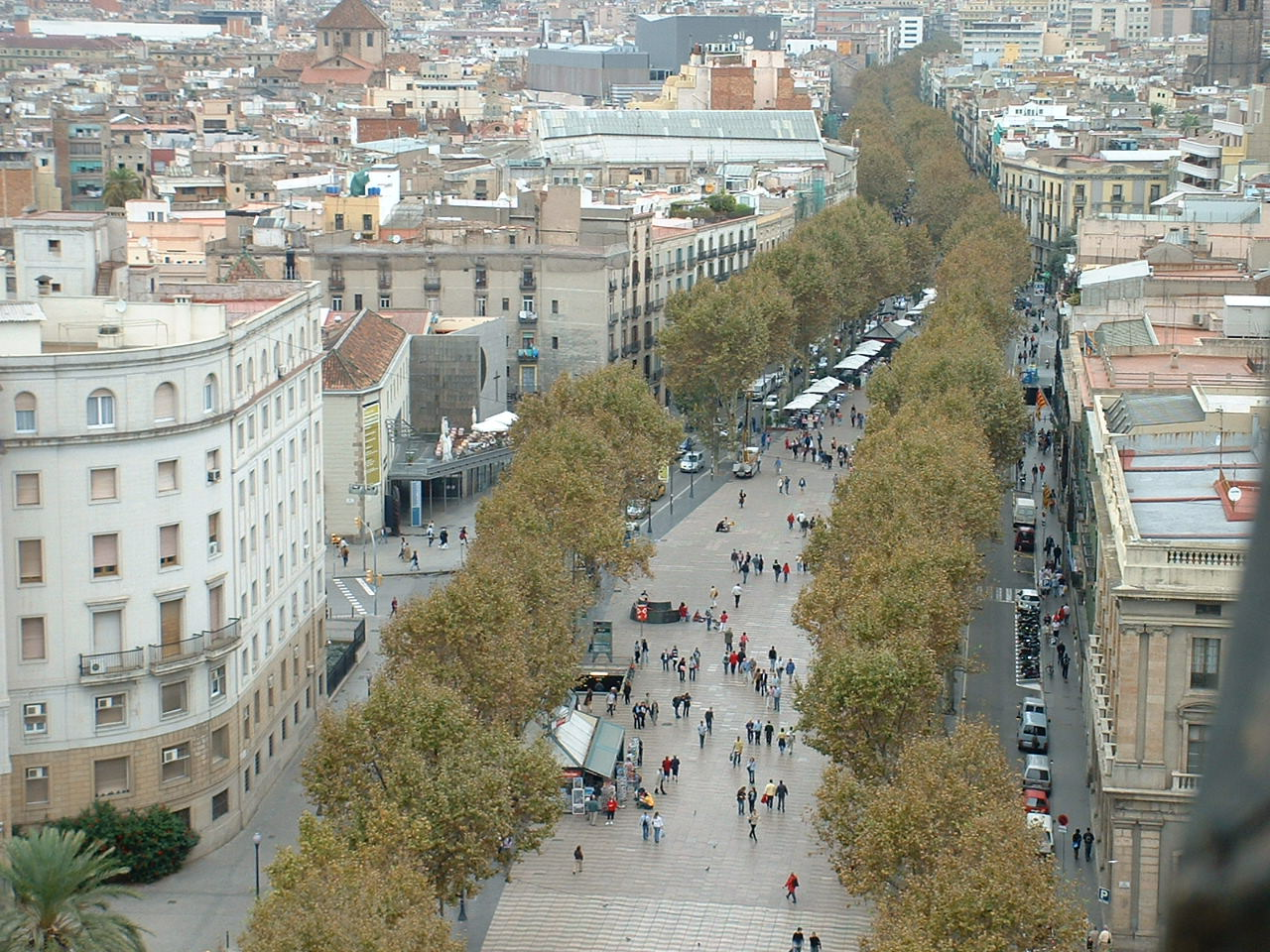
Vista aérea del área de La Rambla en 2008.
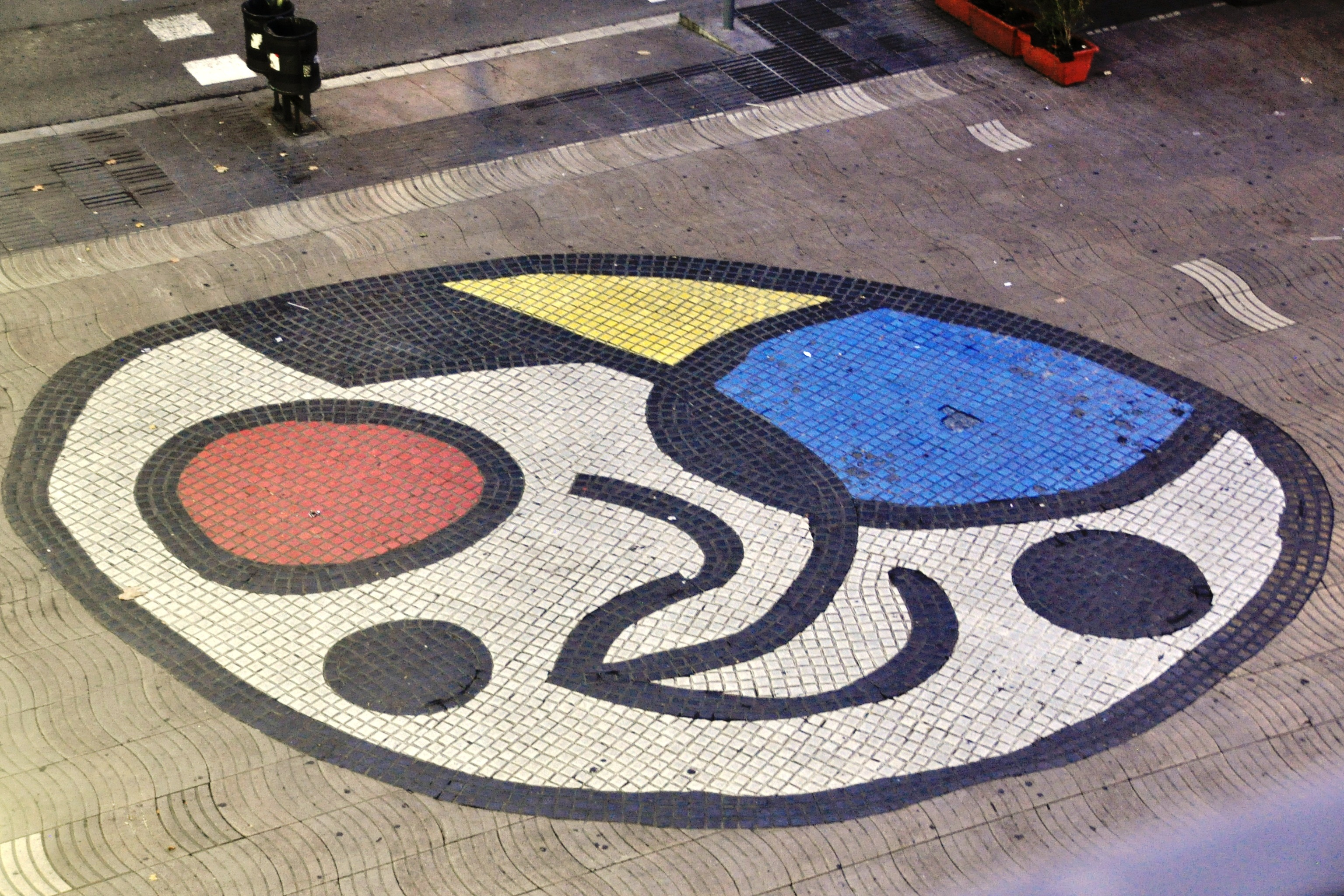
Pavimento Miró, punto de la Rambla donde se paró el vehículo-ariete.

#### Huida por avenida Diagonal-San Justo Desvern
Abouyaaqoub abandonó la furgoneta con la que realizó los atropellos de las ramblas, se puso unas gafas de sol, y se adentró en el mercado de la Boquería. Se mezcló entre la multitud que corría despavorida mientras el terrorista atravesaba el mercado hasta su parte trasera. Desde allí se adentró en el Raval y caminó a paso ligero, pero sin correr para no llamar la atención, hasta la Zona Universitaria. Allí según información confirmada el 21 de agosto, se cruzó con Pau Pérez Villán, a quien acuchilló para utilizar su coche y salir de Barcelona, convirtiéndolo en la víctima mortal número 15 de los atentados, y la 14 de los atentados en Barcelona. Pau Pérez murió desangrado. La reconstrucción de los hechos tardó en hacerse pública más de tres días.
Alrededor de las 19:30 del jueves 17 de agosto, dos horas después del atentado de las Ramblas, un Ford Focus se saltó un control policial en la avenida Diagonal de Barcelona. Los Mozos de Escuadra dispararon al coche, que sin embargo consiguió pasar y acabó aparcado tres kilómetros más adelante, frente al edificio Walden de San Justo Desvern con el conductor del vehículo dándose a la fuga. Inicialmente se reportó la muerte de un sospechoso, al que se le intentó detener a tiros. Más adelante se informó de que el conductor del vehículo se había dado a la fuga y que el fallecido era un hombre que iba sentado en el asiento trasero herido mortalmente con arma blanca, el cual estaba siendo transportado muerto en el vehículo. Pau Pérez Villán, de 35 años, vivía en Villafranca del Panadés, trabajaba en Barcelona en una empresa vinícola, y estaba especialmente interesado en la cooperación internacional colaborando en varias ONG. No tenía antecedentes policiales. En rueda de prensa los Mozos de Escuadra a las once de la noche del día 17, informaron que no tenía relación con el ataque de Barcelona. El día 18 trascendió que con los nuevos datos la policía investigaba la posibilidad de que quien apuñaló a Pau Pérez Villán fuera el terrorista implicado en el ataque de las Ramblas. Habría robado el vehículo a punta de cuchillo con el propietario dentro, que murió a causa de sus heridas y no por los disparos de los agentes. El 20 de agosto de 2017 el portavoz de los mozos de escuadra señaló que todavía no existían datos fiables de la vinculación o no de este hecho con los atentados. El 21 de agosto se confirmó que Pau Pérez Villán fue asesinado sobre las seis y media de la tarde. Murió desangrado por una herida en el pecho de casi 20 centímetros de profundidad.

#### Segunda furgoneta
Por otro lado, desde el principio se activó la búsqueda de una segunda furgoneta en relación con los atentados, que fue localizada la misma tarde del jueves, una hora y media después del atentado, en la localidad de Vich, tras ser alertada la policía por un ciudadano, aparcada junto a un local de comida rápida. Este segundo vehículo, como el primero blanco y de marca Fiat, habría sido también alquilado por los terroristas de La Rambla de Barcelona, aunque su posible papel no ha sido determinado.

### Atentado en Cambrils

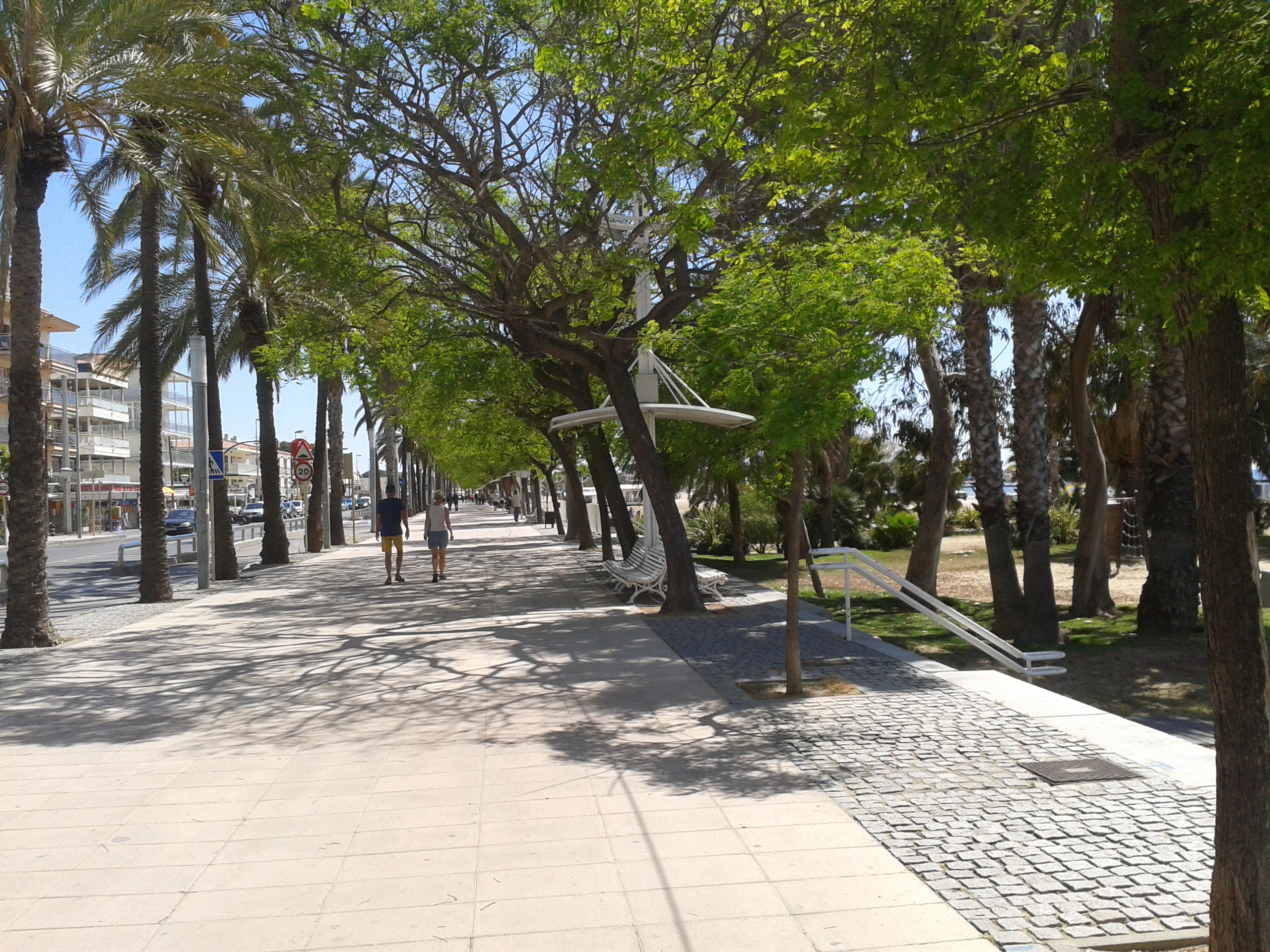
Paseo Marítimo de Cambrils, lugar de los hechos.

Los Mozos de Escuadra abatieron durante la madrugada posterior al atentado en Barcelona a cinco presuntos terroristas que pretendían atentar en el puerto de Cambrils. Los cinco terroristas viajaban en un coche por el Paseo Marítimo de Cambrils cuando toparon sobre la 1:15 de la madrugada con un control de los Mozos de Escuadra. Antes de llegar al lugar donde estaban los agentes, atropellaron a cinco peatones y un policía del puesto de control. Repelieron el ataque a tiros. Los disparos hicieron volcar el vehículo cerca del Club Náutico, momento en el que los cinco presuntos terroristas salieron caminando del coche armados con cuchillos. Los Mozos de Escuadra abatieron a cuatro terroristas cerca del coche. El quinto logró huir 500 metros y finalmente también fue abatido tras ser localizado por un helicóptero. El atacante que huía hirió a una persona en la cara. En total, hubo siete heridos, seis por atropello, entre ellos una mujer que murió horas después.
Tras abatir a los cinco hombres, Moussa Oukabir, Said Aallaa, Mohamed Hychami, Houssaine Abouyaaqoub, Omar Hychami, se realizaron explosiones controladas para desactivar los cinturones explosivos que llevaban puestos y que resultaron ser falsos, según informó el consejero de Interior Joaquim Forn. Los presuntos terroristas llevaban en el coche un hacha y cuchillos.
Tras la información inicial de que los presuntos terroristas tenían como objetivo el Paseo Marítimo los mozos de escuadra consideraron posteriormente que los atacantes tenían por objetivo a los mozos y buscaban morir en el ataque.
El 18 de agosto se confirmó que cuatro jóvenes buscados por su posible conexión con los atentados (Moussa Oukabir, Mohamed Hychami, Houssaine Abouyaaqoub, vecinos de Ripoll, y Said Aallaa, de Ribas de Freser), todos de origen marroquí y de 17, 24, 22 y 18 años respectivamente, estaban entre los cinco jóvenes abatidos. El 19 de agosto se confirma que la policía sigue buscando a Younes Abouyaaqoub quien no se encontraría entre los jóvenes abatidos y a quien se apunta como responsable del atropello de Barcelona aunque en un principio se sospechaba de Moussa Oukabir.

### Conexión con Alcanar
A las 20:45 horas del 17 de agosto, varios medios informaron que la policía estaba buscando a dos personas relacionadas con el ataque y que se había detenido a una tercera persona. Josep Lluís Trapero compareció poco antes de las 11 de la noche y relacionó los hechos con una explosión en Alcanar que había tenido lugar la noche anterior, en la cual murió una persona y resultaron heridas otras siete. Una de las hipótesis barajadas sería que se estaba preparando un atentado con bombonas de butano y que algún tipo de error produjo una explosión fortuita.
El 18 de agosto se informó que en esta casa de Alcanar había numerosas bombonas de butano —se localizaron al menos 120 en el chalet— y explosivos de fabricación casera. Su explosión obligó a los terroristas —según la policía— a cambiar los planes y optaron precipitadamente por el atropello masivo en la Rambla. Trabajan con la hipótesis de que fue en el chalé de Alcanar donde los yihadistas pretendían preparar dos o tres furgonetas-bomba para perpetrar un atentado de grandes dimensiones.
Se reunieron allí durante meses antes de que ocurriera la explosión. En el chalet había restos de al menos dos cadáveres que se está trabajando para identificar advirtiendo los mozos que sería un trabajo lento que duraría días por el desescombro. El único superviviente de la explosión, que resultó herido y está detenido es Mohamed Houli Chemlal, de 20 años, quien declaró que estaban fabricando material explosivo.
Durante la mañana del 19 de agosto los mozos de escuadra realizaron un registro en la casa del imán de Ripoll, Abdelbaki Es Satti, también de nacionalidad marroquí. Horas más tarde trascendió la sospecha de que podría ser el cabecilla de la célula responsable de la radicalización de los jóvenes de la célula. El 21 de agosto se confirmó que era una de las personas que murieron en la explosión del chalet de Alcanar.

### Subirats
El 21 de agosto, la policía disparó y mató a Younes Abouyaaqoub cerca de una gasolinera en Subirats, a unos 40 km de Barcelona. Mozos de Escuadra, la policía de la región, tuiteó: "El sospechoso lleva un cinturón explosivo atado a su cuerpo, el individuo ha muerto a tiros". Se cree que una mujer en Subirats llamó a la policía después de encontrar a un hombre que ella pensaba que era Younes Abouyaaqoub. El hombre corrió hacia un área de viñedos después de que ella le gritó para preguntarle qué estaba haciendo.

### Detenidos
- Ripoll: tres detenidos. Fueron detenidos el mismo día 17 de agosto: Driss Oukabir —hermano mayor de Moussa Oukabir a quien la policía consideraba como el posible autor material del atropello de Barcelona— y otra persona cercana. Driss Oukabir se había presentado en comisaría para denunciar que su hermano Moussa Oukabir de 17 años, quien murió abatido poco después en el otro intento de atentado de Cambrils, le había robado la documentación.[64][65] Driss Oukabir está fichado por la policía y pasó un tiempo en la cárcel de Figueras, de donde había salido en 2012.[66] El tercer detenido lo fue a las 13:42 del 18 de agosto; es hermano de la persona que conducía el coche en Cambrils.[67][68]

En tu primer día como reina/rey absoluta del mundo, ¿qué harías?
Matar a los infieles y solo dejar a musulmanes que sigan la religión
Moussa Oukabir @moussastreetboy (2015) (en Kiwi Q&A)

- Alcanar: un detenido.[73][74] En la noche anterior del atentado en las Ramblas se produjo una explosión en un chalet de Alcanar (en la provincia de Tarragona) que quedó totalmente destruido y se derrumbó, causando el fallecimiento de una persona y heridas graves a otra, que los Mozos de Escuadra consideraban que estaría relacionado con el atentado de Las Ramblas de Barcelona.[75] El detenido fue trasladado a la comisaría de Tortosa el 18 de agosto[76] e identificado como Mohamed Houli, de 21 años y de nacionalidad marroquí.[67]

- Marruecos: tres detenidos.[77] Las fuerzas de seguridad marroquíes arrestaron a un hombre en Nador al día siguiente de los ataques, acusado de hacer apología de los atentados de Cataluña en las redes sociales, tras anunciar también su intención de atentar contra la embajada de España en Rabat.[77] Una segunda detención se produjo el sábado 19, en Uchda; según las primeras investigaciones, el detenido tenía contactos con Moussa Oukabir, uno de los yihadistas que murió abatido por los Mozos de Escuadra en Cambrils.[77] El tercer arresto, producido en Casablanca, fue el de Hicham Ennadih; residió en el domicilio de Ripoll donde, según las investigaciones, podría haber vivido Younes Abouyaaqoub, presunto autor del atentado de Barcelona.[77] La implicación de estos detenidos en la célula terrorista está por determinar.

## Sospechosos
La policía detuvo cuatro hombres en conexión con los ataques, tres de ellos fueron arrestados en Ripoll (el autor del atentado en Cambrils, el hermano de Moussa Oukabir y un tercer hombre), y en Alcanar, el hombre de 20 años de edad que sobrevivió a la explosión.

### Younes Abouyaaqoub
Tras la explosión del chalé de Alcanar, Younes cometió 13 asesinatos al arrollar con la furgoneta a los peatones. Acto seguido cruzó por el mercado de la Boquería y recorrió la ciudad a pie hasta que llegó a la Zona Universitaria, donde asesinó a Pau Pérez, que estaba aparcando su coche. El vehículo robado era un Ford Focus blanco, con el que atropelló a una Mossa d'esquadra al saltarse el control policial. Traducida por un primo, su madre dijo que el imán Abdelbaki Es Satty le había estado lavando el cerebro a Younes.
Tras el abatimiento de varios terroristas en Cambrils se dio a Younes por muerto, pero más tarde se confirmó que el cuerpo caído en el tiroteo fue el de Moussa Oukabir. Los Mozos de Escuadra se encargaron de difundir las imágenes para poder colaborar en su localización. El 21 de agosto fue abatido por la policía en el municipio barcelonés de Subirats, cuando fue interceptado en un camino rural llevando un falso cinturón de explosivos.

### Houssaine Abouyaaqoub
Houssaine Abouyaaqoub, de 17 años de edad y hermano de Younes, fue uno de los atacantes abatidos en Cambrils a primera hora del 18 de agosto de 2017.

### Moussa Oukabir
Moussa Oukabir acababa de cumplir 18 años de edad en el momento del ataque. Murió por el disparo de un policía en el ataque de Cambrils.
El Fiat Talento utilizado en el ataque de La Rambla fue alquilado por el hermano de Moussa, Driss Oukabir, que le contó a la policía que su hermano le había robado la identificación.
Moussa Oukabir vivía legalmente en España con su familia desde 2005. En 2014 y 2015 jugó al fútbol sala para el equipo de Ripoll. En 2015, cuando le preguntaron en Kiwi, una red social, qué haría en su primer día como el rey del mundo, contestó que mataría a los infieles y perdonaría a los musulmanes que siguiesen la religión.

### Said Aallaa
Said Aallaa, de 19 años de edad, nació en Naour, Marruecos. Estuvo viviendo en Ribas de Freser, España, un pueblo cerca de Ripoll.
Murió a manos de un policía tras el atentado de Cambrils. Said guardaba fotografías de armas de fuego y evidencias religiosas sobre su afiliación a grupos islámicos. Said había dejado una nota en su habitación disculpándose de todo el daño que había causado.

### Youssef Aallaa
La policía confirmó que Youssef Aalla falleció en la explosión de Alcanar cuando encontraron en los restos hallados su ADN. Nació en Marruecos, y era hermano de Said Aallaa. Su padre dijo que Youssef asistía a la mezquita.

### Mohammed y Omar Hychami
Mohammed Hychami, de 24 años de edad, y Omar Hychami de 21, eran los que condujeron el Audi A3 de 2001 oscuro, que utilizaron en el atentado de Cambrils, donde fueron abatidos por la policía. Según la madre de ambos hermanos, Mohammed le dijo que se marchaban de vacaciones y volverían en una semana.

### Abdelbaki Es Satty
Abdelbaki Es Satty, un imán en Ripoll, nacido en Marruecos, sería presuntamente el cerebro de la célula terrorista. Murió el 16 de agosto en la explosión de la casa de Alcanar (Tarragona), donde la célula terrorista tenía su base de operaciones. Según las investigaciones se radicalizó en algunos viajes que hizo al extranjero en los últimos años. Según los primeros datos Es Satty tuvo contacto con algún enlace del Dáesh en sus visitas a Marruecos, Bélgica o Francia. 
De 40 o 44 años de edad, fue detenido en 2010 en Ceuta cuando transportaba 12 kilos de hachís. Fue trasladado a la cárcel provincial de Castellón porque su esposa residía en Cataluña. En la cárcel conoció a Rachid Aglif, uno de los condenados por los atentados del 11 de marzo en Madrid en 2004, aunque fuentes oficiales desvincularon esta relación del proceso de radicalización posterior. Tras abandonar la cárcel en enero de 2012, Es Satty se trasladó a Villanueva y Geltrú, donde, según las fuentes oficiales consultadas por los medios de comunicación, “orienta su vida en el aspecto religioso”. Es Satty, fue empleado como imán en la mezquita de la Comunidad Islámica Annour de Ripoll en 2015, ejerciendo hasta su repentina renuncia en junio de 2017. El 16 de agosto de 2017, justo antes del ataque, le dijo a un hombre al que desde hacía varios meses alquilaba una habitación en su casa que se marchaba para un viaje a Marruecos.
Es Satty también ha sido relacionado con la Operación Chacal (2006), cuando cinco islamistas fueron arrestados por enviar yihadistas para luchar en Irak.

## Víctimas
- Francisco López Rodríguez, de 57 años. España. Vecino de Rubí.[121]
- Xavier Martínez, de 3 años. España. Vecino de Rubí.[122][123]
- Pepita Codina, de 75 años. España. Vecina de San Hipólito de Voltregá.[124]
- Silvina Pereyra, de 40 años. Doble nacionalidad española y argentina.[125]
- Julian Cadman, de 7 años. Doble nacionalidad australiana y británica.[126]
- Luca Russo, de 25 años. Italia.[127]
- Bruno Gulotta, de 35 años. Italia.
- Carmen Lopardo, de 80 años. Italia.[128]
- Elke Vanbockrijck, de 44 años. Bélgica.[129][130]
- Jared Tucker, de 43 años. Estados Unidos.[131]
- Ian Moore Wilson. Canadá.[132][133]
- Maria de Lourdes Ribeiro, de 74 años. Portugal.[134]
- Maria Correia, de 20 años. Portugal.[135]
- Pau Pérez Villán, de 34 años. España. Vecino de Villafranca del Panadés.[136]
- Ana María Suárez López, de 67 años. España. Vecina de Zaragoza.[137]
- Desiré Eugenia Zolotas. Mujer de 51 años. Alemania.[138]

En el ataque de Barcelona murieron atropelladas 13 personas y 131 resultaron heridas, 16 de ellas en estado crítico y 46 con diagnóstico leve. Las víctimas eran de más de 34 nacionalidades distintas. Una turista alemana de 51 años falleció a los diez días, sucumbiendo a las graves lesiones. Los tres fallecidos españoles son un niño de tres años y su tío abuelo, Francisco López Rodríguez, de 57 años, natural de Lanteira, residentes en Rubí. La hermana del niño y la esposa del fallecido estaban con ellos y resultaron heridas y Pepita Codina, de 75 años y vecina de San Hipólito de Voltregá, que paseaba con su hija que resultó ilesa. Silvina Pereyra, de 40 años y trabajadora en el Mercado de la Boquería, tenía la doble nacionalidad española y argentina. El 20 de agosto se confirmó que el niño de siete años Julian Cadman de doble nacionalidad australiana y británica, al que algunas informaciones habían dado incorrectamente como desaparecido, estaba entre los fallecidos. El turista Harry Athwal se convirtió en un héroe en el Reino Unido tras prestar ayuda a Julian y no querer abandonarlo.
En el ataque de Cambrils se provocó la muerte de otra española, Ana María Suárez, natural de Zaragoza de 67 años, junto a seis heridos. En este mismo ataque también murieron, abatidos por la policía, los cinco asaltantes.
El 21 de agosto de 2017 se confirmó que Pau Pérez fue acuchillado en Barcelona por Younes Abouyaaqoub, el conductor de la furgoneta que atacó en las Ramblas en su huida, siendo la víctima mortal número 15.
Días antes, en la explosión de gas que tuvo lugar en Alcanar relacionada con los preparativos del atentado, hubo inicialmente un muerto y siete heridos, apareciendo posteriormente restos de un segundo fallecido. Los dos fallecidos en la explosión y uno de los heridos eran presuntamente terroristas. En una segunda explosión por los restos del gas, hubo otros nueve heridos, seis de ellos agentes de los Mozos de Escuadra, dos bomberos y el operario de la retroexcavadora. En total, los sucesos de Cataluña provocaron heridas de diferente consideración a 155 personas de hasta 34 nacionalidades (26 de nacionalidad francesa, 13 alemanas, seis españolas, cuatro filipinas, tres argelinas, tres griegas, tres marroquíes, dos taiwanesas, dos ecuatorianas, dos rumanas, además de brasileña, colombiana, danesa, dominicana, hondureña, húngara, egipcia,
 israelí, macedonia, una peruana, una rusa, una serbia, una turca, una venezolana, y de otras nacionalidades).

## Reacciones

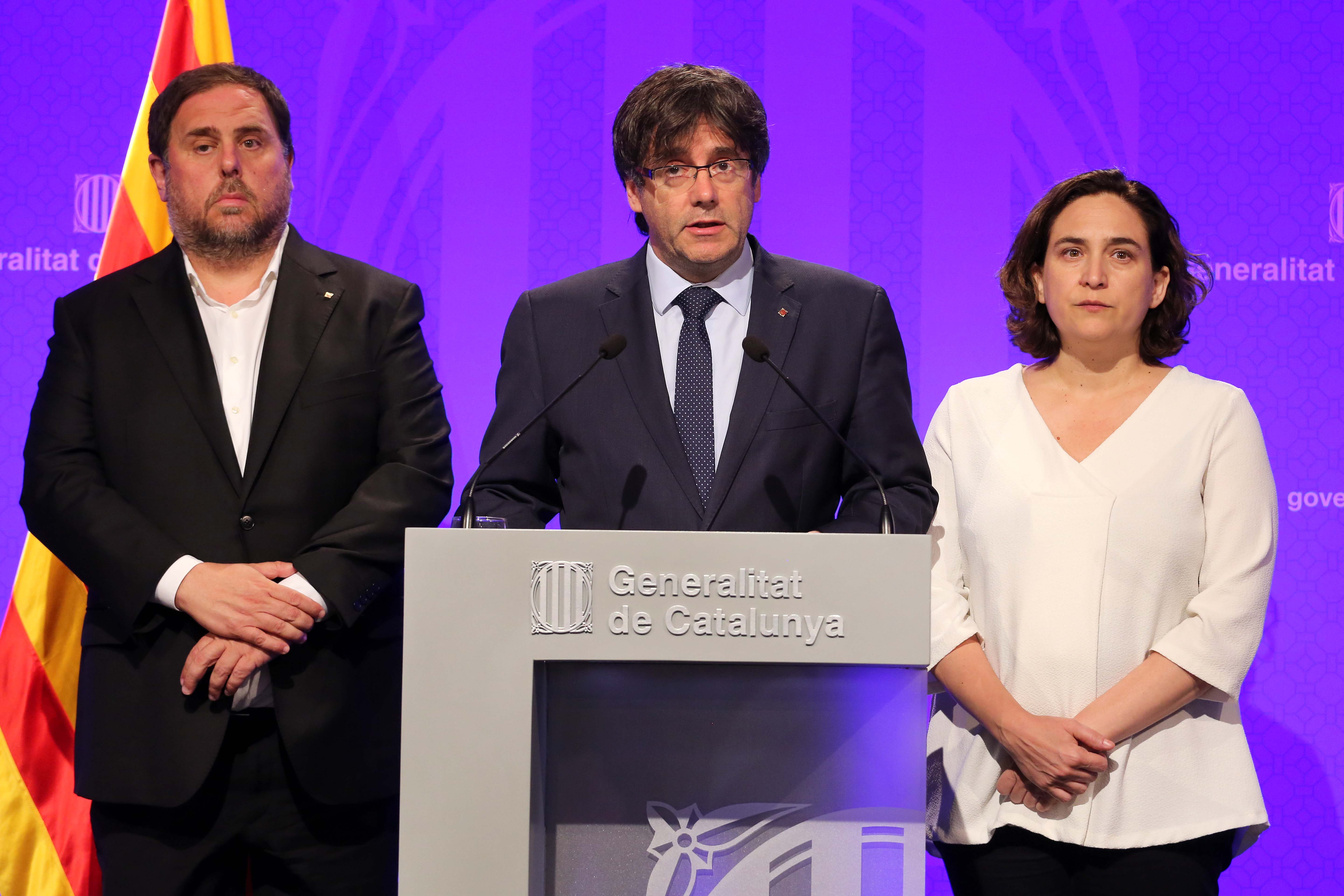
Declaración institucional del presidente de la Generalidad de Cataluña, Carles Puigdemont, junto al vicepresidente Oriol Junqueras y la alcaldesa de Barcelona Ada Colau.

El rey Felipe VI mostró su condena del atentado e hizo un llamamiento a la convivencia a través de redes sociales.
El presidente del Gobierno de España, Mariano Rajoy, contactó con Carles Puigdemont, presidente de la Generalidad de Cataluña, y con otros líderes políticos. El presidente del Gobierno se trasladó a Barcelona junto a Soraya Sáenz de Santamaría, vicepresidenta de España, y Juan Ignacio Zoido, ministro del Interior.

En contacto con todas las administraciones. Prioridad: atender heridos en Las Ramblas y facilitar la labor de las Fuerzas de Seguridad. MR
Mariano Rajoy Brey @marianorajoy (en Twitter)

El Ayuntamiento de Barcelona anunció la activación del Plan Básico de Emergencias. El viernes se guardó un minuto de silencio en la plaza de Cataluña de Barcelona, al que acudieron los principales líderes nacionales, encabezados por el rey, el presidente de la Generalidad de Cataluña y el presidente del Gobierno español. La manifestación fue de las más multitudinarias que se recuerdan, al congregar a más de 100 000 personas en la plaza y en las calles adyacentes.

Nuestro más sentido pésame a familiares y amigos de las víctimas de esta barbarie. Todo el apoyo de la ciudad a los heridos. (Traducido del catalán)
El miedo no vencerá. Volvemos a pasear por las #Ramblas y lo hacemos con libertad y amor por nuestra ciudad y por nuestra vida. 
#NoTincPor 
Ada Colau @AdaColau (en Twitter)

El rey Mohammed VI de Marruecos, país del que eran oriundos una parte de los perpetradores del ataque, expresó sus condolencias, afirmando que el ataque era un "acto criminal odioso, contrario a todos los valores humanos y preceptos religiosos".
Por su parte, diversos dirigentes y políticos han expresado su condena y solidaridad con Barcelona, como es el caso del presidente de Francia, Emmanuel Macron, el primer ministro de Italia, Paolo Gentiloni, el primer ministro y el presidente de Portugal, António Costa, y Marcelo Rebelo de Sousa respectivamente, el primer ministro de Canadá, Justin Trudeau, Jean-Claude Juncker presidente de la Comisión Europea, Shinzo Abe primer ministro de Japón, Pak Pong-ju premier de Corea del Norte el presidente de Estados Unidos, Donald Trump, el presidente de Argentina, Mauricio Macri, el presidente de Bolivia, Evo Morales, el presidente de México, Enrique Peña Nieto, la presidenta de Chile Michelle Bachelet, el papa Francisco y los alcaldes de Madrid, Manuela Carmena, París, Anne Hidalgo, y Londres, Sadiq Khan.

Estados Unidos condena el ataque terrorista en Barcelona, España, y hará todo lo que sea necesario para ayudar. ¡Sed fuertes y resistentes, os queremos! (Traducido del inglés)
Donald J. Trump @realDonaldTrump (en Twitter)

Mis pensamientos están con la gente de Barcelona. Nunca seremos intimidados por tal barbarie. (Traducido del inglés)
Jean-Claude Juncker @JunckerEU (en Twitter)

Son unos asesinos, simplemente unos criminales que no nos van a aterrorizar. Toda España es Barcelona. Las Ramblas volverán a ser de todos.
Casa de S. M. el Rey @CasaReal (en Twitter)

El 20 de agosto se celebró en el Templo Expiatorio de la Sagrada Familia una misa solemne en memoria de los fallecidos, con la presencia de los reyes Felipe VI y Letizia, el presidente de España Mariano Rajoy, el presidente de Portugal Marcelo Rebelo de Sousa, el presidente de la Generalidad Carles Puigdemont, la alcaldesa de Barcelona Ada Colau y otras autoridades.
El 21 de agosto el Ejército libanés hizo ondear la bandera española junto a la libanesa en unos territorios reconquistados al Dáesh como «homenaje a las víctimas de España».
El 26 de agosto se hizo una manifestación en Barcelona de repulsa del terrorismo y a favor de la paz y la convivencia, bajo el lema No tinc por («no tengo miedo»). La cabecera de la manifestación estuvo ocupada de forma honorífica por miembros de los diversos cuerpos de seguridad y emergencias que participaron en el dispositivo de ayuda a las víctimas, mientras que en una segunda cabecera se situaron las autoridades, encabezadas por el rey Felipe VI —primera ocasión en que un monarca español participaba en una manifestación—, los presidentes Rajoy y Puigdemont y la alcaldesa Colau, junto a políticos y autoridades de toda España. El número estimado de asistentes fue de medio millón de personas, según la Guardia Urbana de Barcelona.

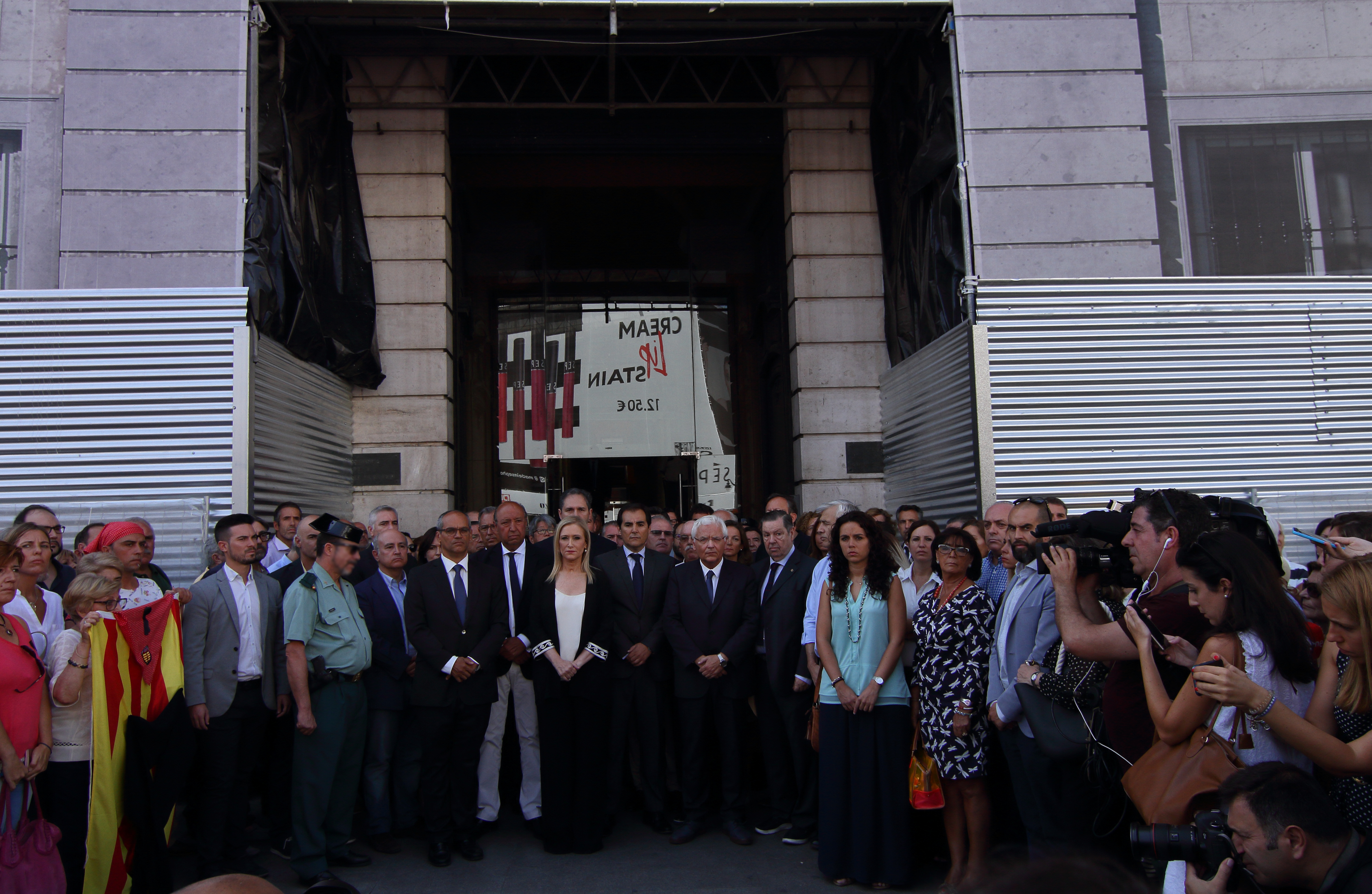
Concentración en la Puerta del Sol de Madrid en repulsa de los atentados.
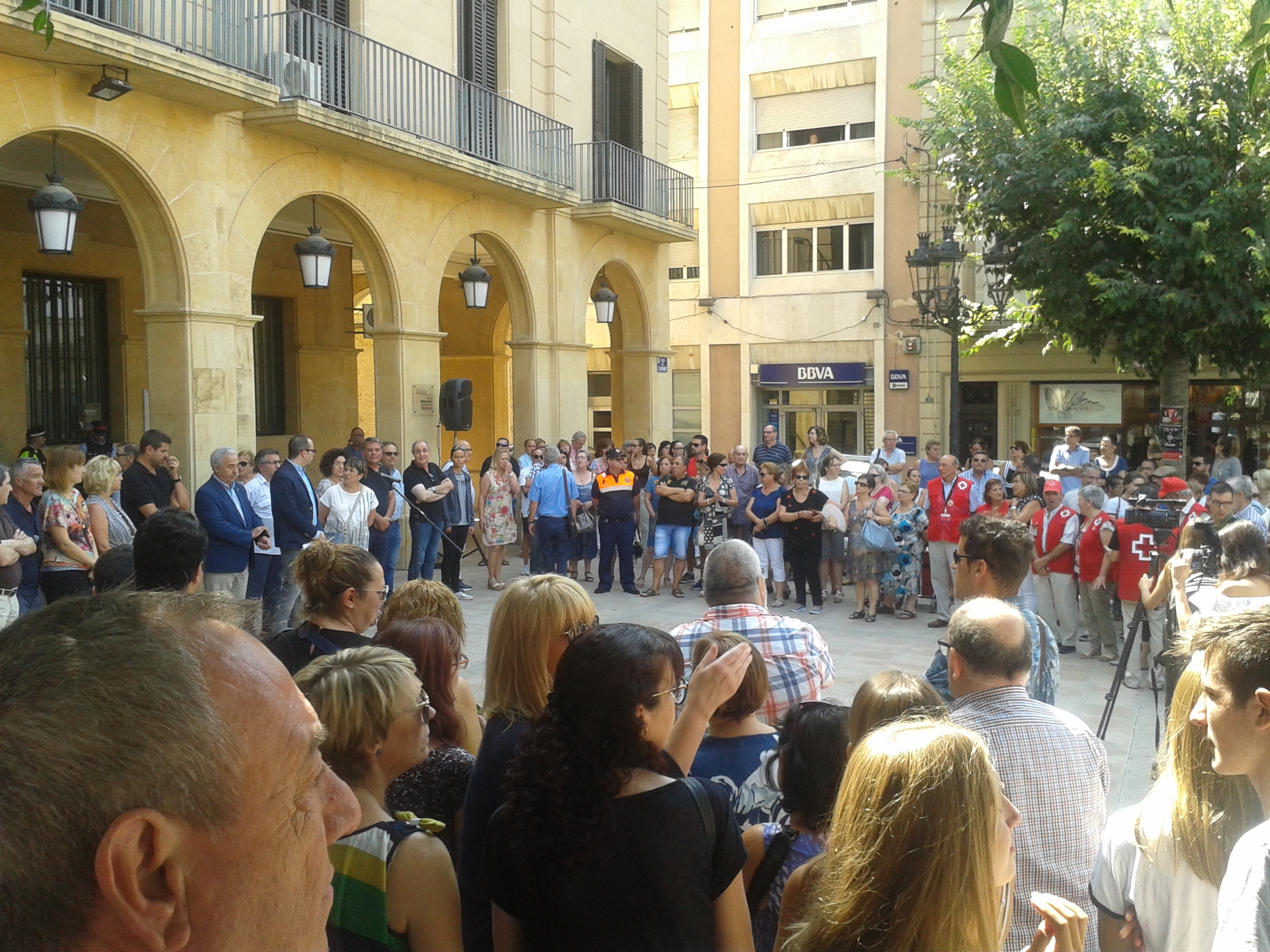
Concentración en Mollerusa.
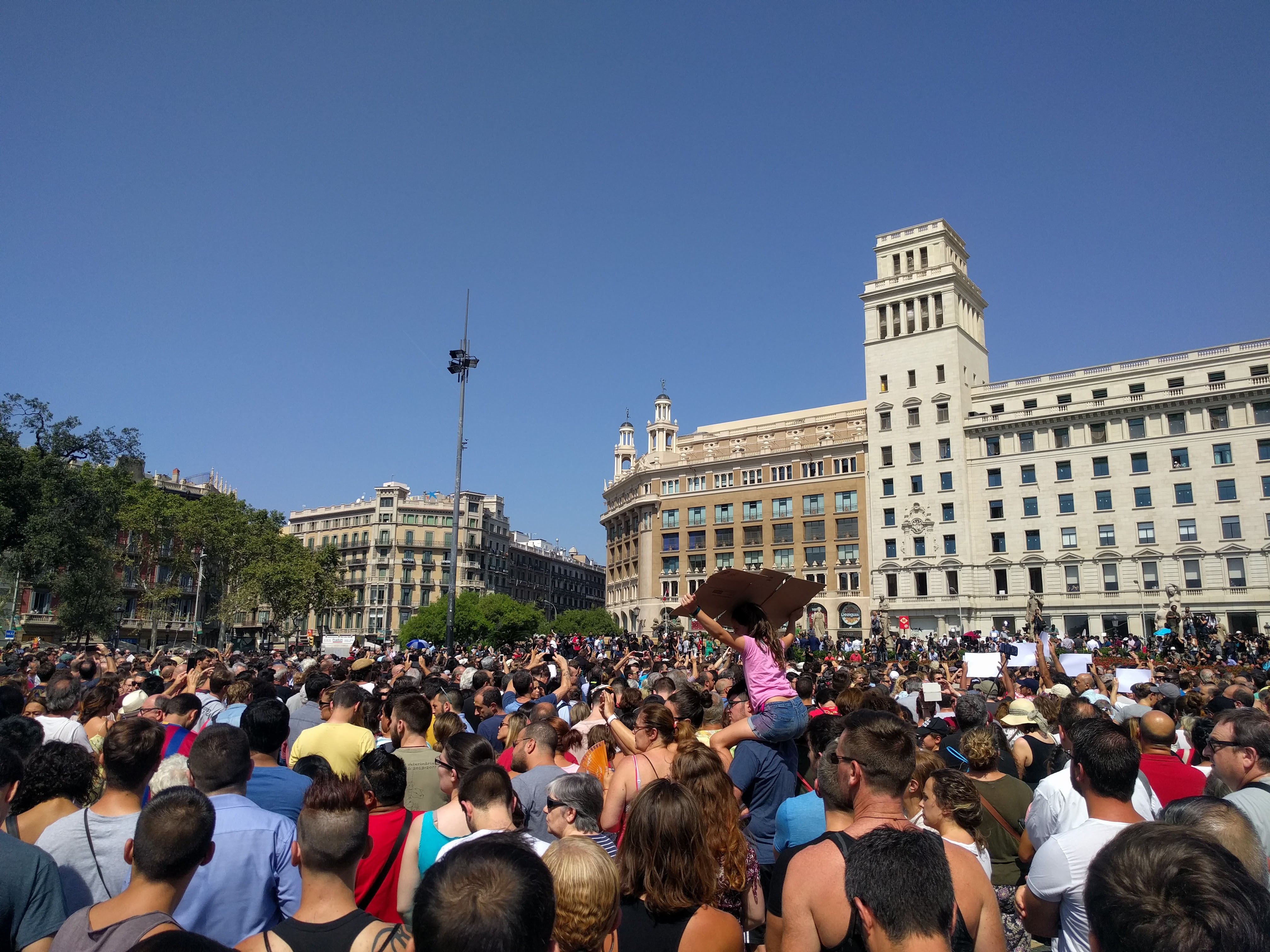
Minuto de silencio en la plaza Cataluña (Barcelona).
- Gritos de no tinc por (no tengo miedo) en plaza Cataluña (Barcelona).
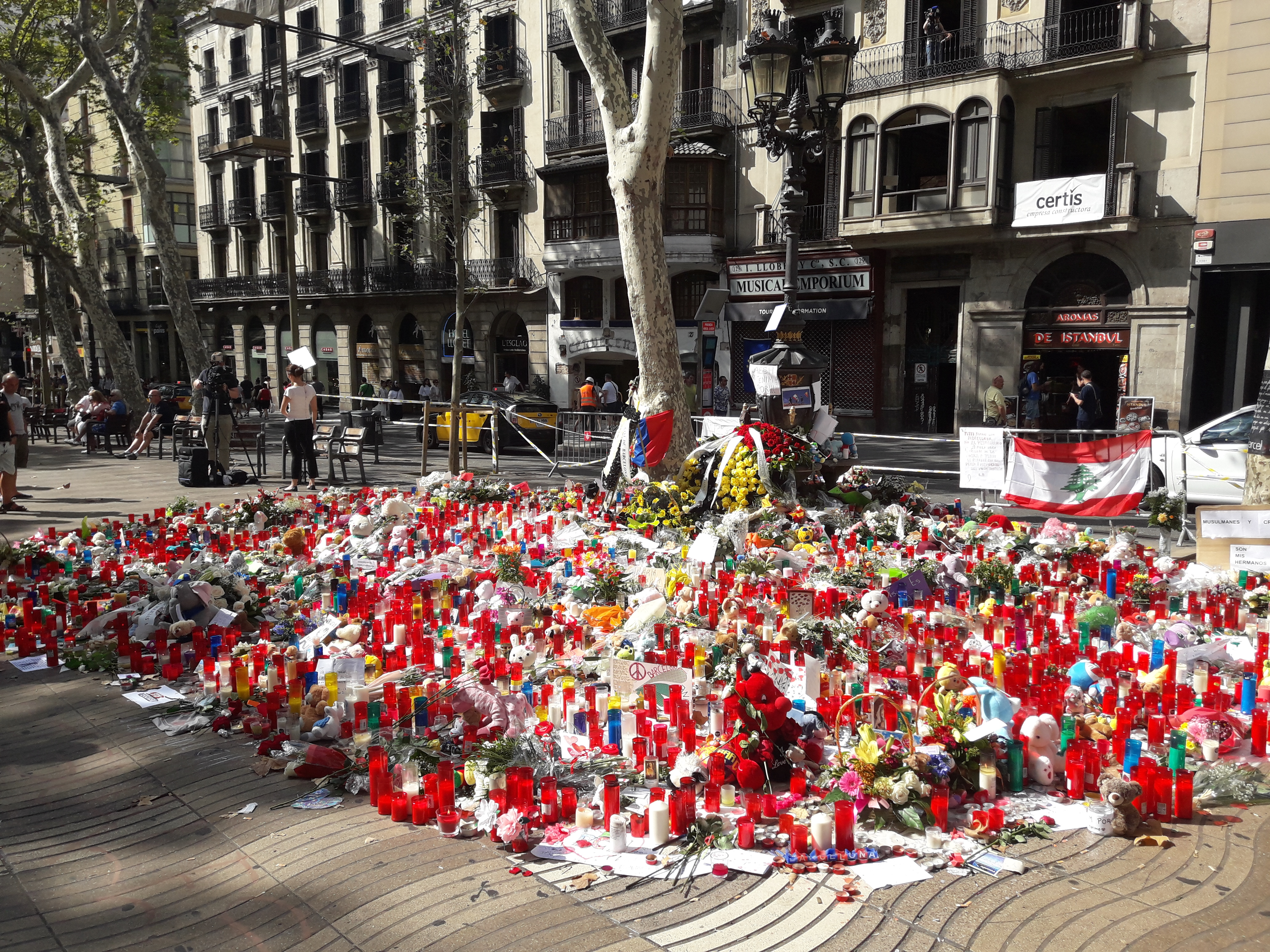
Muestras del pésame en la fuente de Canaletas (Barcelona).
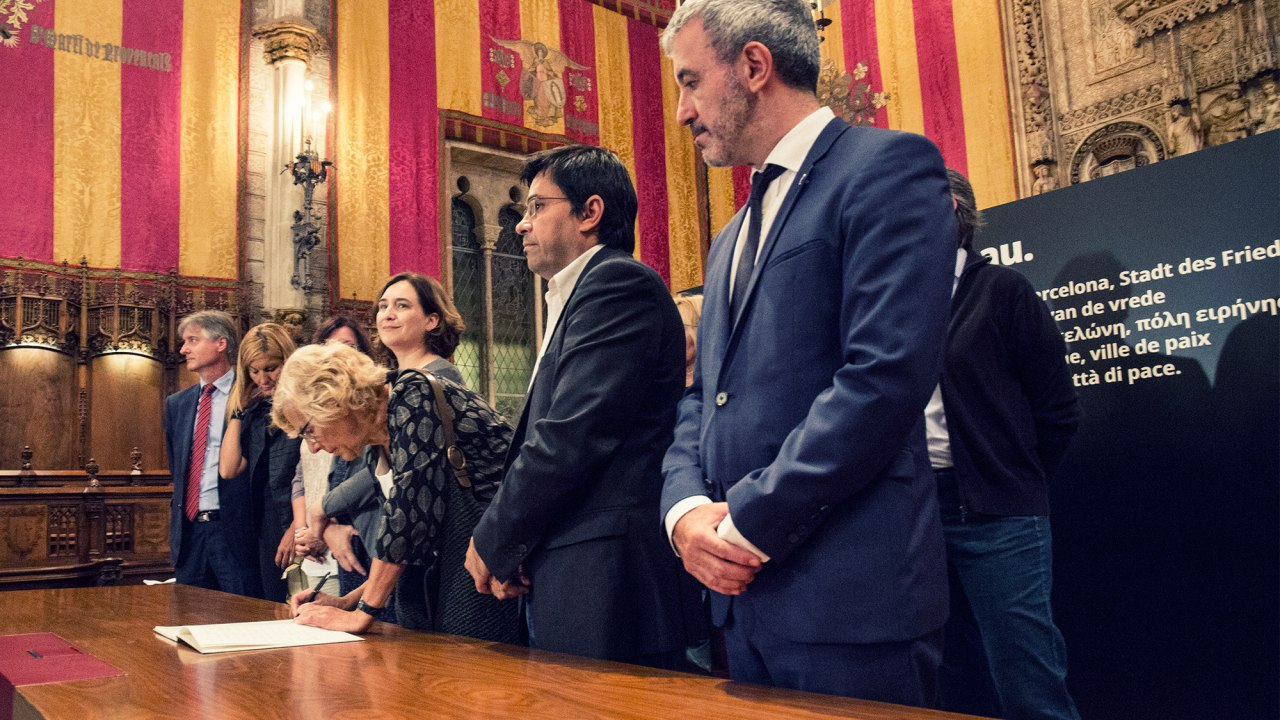
La alcaldesa de Madrid, Manuela Carmena, firmando el libro de condolencias en el Ayuntamiento de Barcelona.
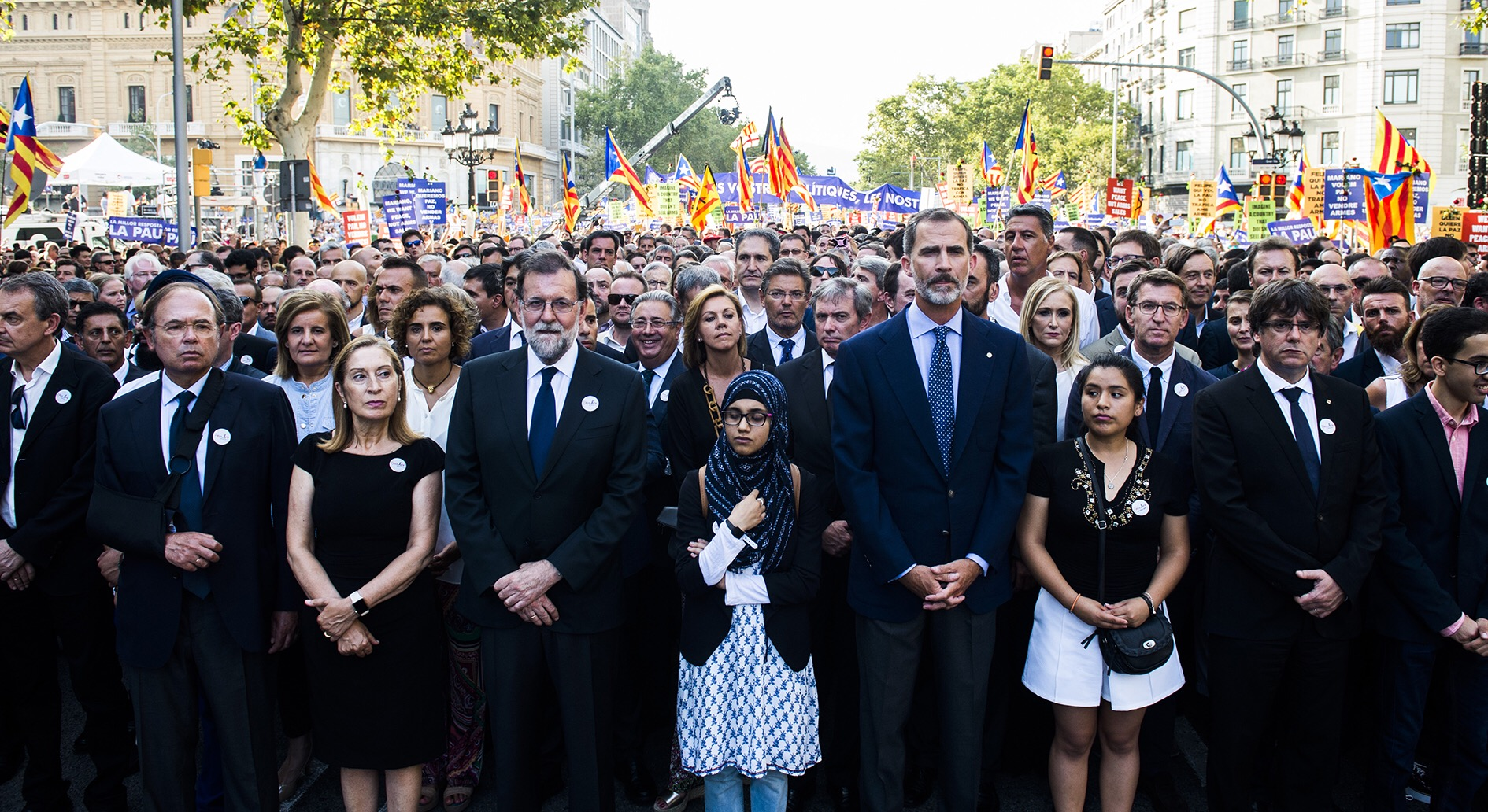
Manifestación «No tinc por» de apoyo a las víctimas de los atentados de Barcelona y Cambrils.

## Consecuencias

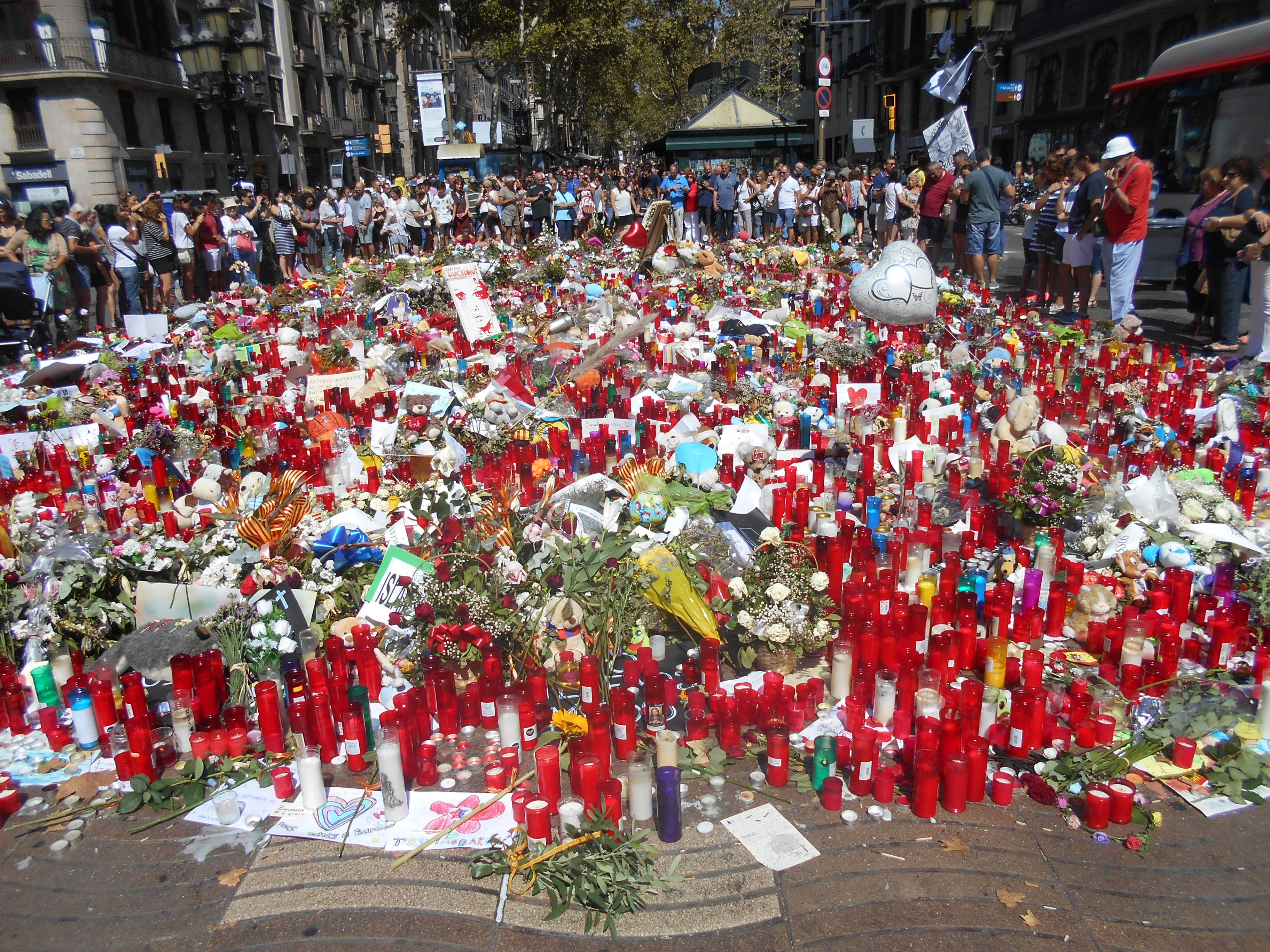
Ofrendas en memoria de las víctimas del atentado en el pavimento Miró.

En los días posteriores a los atentados se denunciaron ataques islamófobos en varias partes de España. Templos musulmanes de varias ciudades sufrieron pintadas con mensajes de odio. El 18 de agosto aparecieron pintadas en la fachada de la mezquita de Montblanch (provincia de Tarragona), en las que se podían leer mensajes con amenazas de muerte e insultos a la comunidad musulmana. En la noche del 19 de agosto un grupo ultraderechista lanzó bengalas y proclamó mensajes xenófobos junto a la mezquita mayor de Granada, situada en el barrio del Albaicín. En Sevilla aparecieron pintadas sobre la fachada de la sede de la Fundación Mezquita de Sevilla. En la mañana del día 20 aparecieron en un centro de oración de Logroño pintadas similares.

### Polémicas

#### Instalación de bolardos
El Ministerio del Interior, a través de la Dirección General de la Policía, recomendó instalar medidas de protección física para evitar ataques como el de Berlín o de Niza, mediante la instalación provisional de grandes maceteros o bolardos en los accesos que dificulten o impidan la entrada de vehículos. Correspondía a la Generalidad determinar este tipo de medidas que en su momento fueron descartadas y se optó por aumentar la presencia policial.

#### Información antiterrorista
Desde el primer momento la Generalidad de Cataluña acusó al Gobierno de España de haber ocultado deliberadamente a los Mozos de Escuadra información antiterrorista y de colaboración con la policía de otros países — principalmente de la Europol y la CIA—. Como prueba de ello se afirmó que el responsable del Centro Nacional de Coordinación Antiterrorista (CNCA), José Luis Olivera, durante el mandato de Jorge Fernández Díaz como ministro del Interior, habría dirigido un boicot informativo contra los Mozos, a los que habría negado el acceso a sus bases de datos. Carles Puigdemont, rechazó que los Mozos hubieran tenido contacto directo con la CIA. El mayor de los Mozos de Escuadra, Josep Lluís Trapero, comentó al respecto en una entrevista que «gran parte de la información que afecta a Cataluña no pasa de Madrid hacia aquí y no fluye».
Posteriormente se criticó que el gobierno del Partido Popular diese acceso a la Ertzaintza —la policía autonómica vasca— a Europol tras el apoyo del Partido Nacionalista Vasco a los presupuestos generales de 2018, mientras mantenía el veto a los Mozos por motivos políticos. A este respecto, la presidenta del sindicato de policías europeos Eurocop, Àngels Bosch, afirmó que «excluir a los Mozos de las bases de datos de la Europol podía comprometer la seguridad de toda Europa».
Tras el atentado se publicaron informaciones periodísticas que apuntaban a que tanto la CIA de forma directa como a través del CNI como de la Policía Nacional habrían informado a los Mozos dos meses antes de la posibilidad de posibles ataques contra intereses turísticos en Barcelona y más concretamente en Las Ramblas. En un primer momento la Generalidad negó rotundamente dicha información y los Mozos declinaron hacer declaraciones. Posteriormente ambos reconocieron la existencia de dicho aviso aunque le otorgaban baja credibilidad y negaban tajantemente que procediesen de la CIA.
Meses más tarde la Policía Nacional evitó que los Mozos destruyeran diversa documentación en la incineradora del Besòs. Entre los documentos que se iban a destruir se encontraba la alerta de la CIA sobre La Rambla.
A raíz de estas informaciones el grupo de Ciudadanos solicitó en el Congreso de los Diputados la creación de una comisión de investigación para aclarar estos hechos, no prosperó al opornerse la totalidad del resto de los grupos parlamentarios.

#### Falsas víctimas
En septiembre de 2017, María Torres pedía ayuda vía crowdfunding para financiar y poder ayudar a su nieto Antonio Torres, que supuestamente cayó en coma durante los atentados. Utilizaron una fotografía que realmente pertenecía a Chrissie Patterson, realizada el 6 de mayo de 2010, 13 días antes de fallecer tras recibir una operación de corazón.

### Amenaza contra España y Gibraltar
La noche del miércoles 23 de agosto de 2017, el Dáesh publicó un vídeo donde alababa a los autores del atentado de Barcelona y Cambrils, y amenazaban a España con seguir cometiendo atentados si no cesa la lucha contra Siria e Irak, y a Gibraltar con hacer estallar una bomba atómica. El vídeo fue publicado en idioma español. También amenazaron con intentar recuperar al-Ándalus —una región histórica musulmana que existió en la península ibérica— como califato y devolver a los cristianos la sangre derramada por la Inquisición española.
El autor del vídeo fue identificado como Abu Lais Al Qurtubí (el Cordobés en español) o Abu Laiz al Qurtubi, llamado realmente Muhammad Yasin Ahram Pérez, el hijo mayor de Tomasa Pérez, española convertida al islam tras su matrimonio, y de Abdelah Ahram, marroquí. El otro autor, que aparece encapuchado, fue identificado como Abu Salman al-Ándalus o Abu Salman al-Andalusí (el andaluz).
El vídeo amenazando a Gibraltar fue emitido por Abu Albara Bin Malik —conocido como servidor del Califato— y difundido por el medio yihadista Al Wafa. El vídeo amenazando a España fue producido en Wilayat Jair, Deir Ezzor (Siria), y según el periodista saharaui Bachir Mohamed Lahsen, los terroristas publican amenazas pero su uso es solamente propagandístico, por lo que no puede suponer un problema.
Como respuesta a la amenaza, en Twitter convirtieron el mensaje de Muhammad Yasin Ahram Pérez en un meme de Internet.

### Supuesta vinculación del imán con el CNI
El 16 de julio de 2019 el periódico Público reveló una investigación que apuntaba a que el cerebro de la masacre de Las Ramblas, el imán de Ripoll Abdelbaki es Satty, fue confidente del CNI hasta el día del atentado. También se publicó que el CNI seguía y tenía intervenidos los teléfonos móviles de los demás integrantes de la célula terrorista. A la mañana siguiente a los atentados, el CNI borró la ficha de colaborador de Es Satty.
Este supuesto vínculo fue tildado de «teoría de la conspiración» por el periódico La Vanguardia, y la Audiencia Nacional descartó investigarlo.
El 11 de enero de 2022 el comisario José Manuel Villarejo, en un interrogatorio que se realizó en la Audiencia Nacional con motivo de la conocida Operación Tándem, aseguró haber trabajado con el CNI hasta el día de su detención, participando en arreglar el desastre que había causado el entonces director del CNI Félix Sanz Roldán al calcular mal las consecuencias derivadas del atentado por darle un susto a Cataluña.

## Monumento conmemorativo
El 4 de marzo de 2019 la alcaldesa de Barcelona, Ada Colau, inauguró un monumento conmemorativo en recuerdo de las víctimas, situado en la Rambla junto al pavimento Miró. Se trata de una inscripción de 12 metros de largo situada en el pavimento, en la que se lee la frase «Que la paz te cubra, oh ciudad de paz», escrita en árabe, catalán, castellano e inglés, junto al dibujo de Barcelona de Frederic Amat y la fecha y hora exacta del atentado: 17-08-2017, 16.50 h. Al acto asistieron también la delegada del Gobierno en Cataluña, Teresa Cunillera, la consejera de Presidencia de la Generalidad de Cataluña, Elsa Artadi, y el consejero de Interior, Miquel Buch, así como representantes de los cuerpos de seguridad y servicios de emergencia. En el acto no hubo intervenciones políticas; habló en nombre de las víctimas y sus familias Mireia Martínez, hermana de Xavi, el niño de Rubí que murió en el atentado, que recordó cada una de las víctimas y sus nacionalidades; y el actor Fèlix Pons recitó un poema de Federico García Lorca dedicado a La Rambla que declamó en el Teatro Principal en 1935:

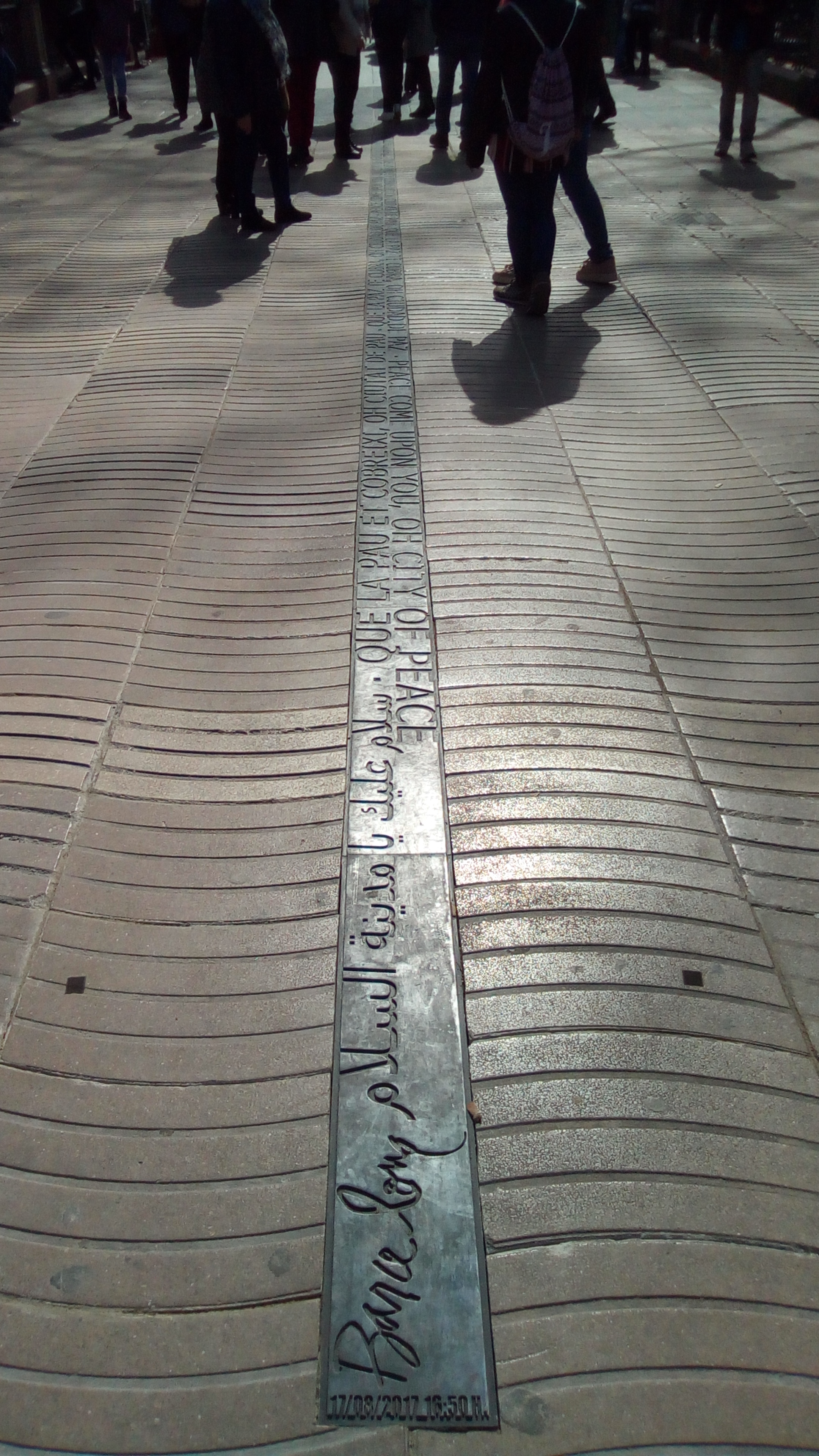
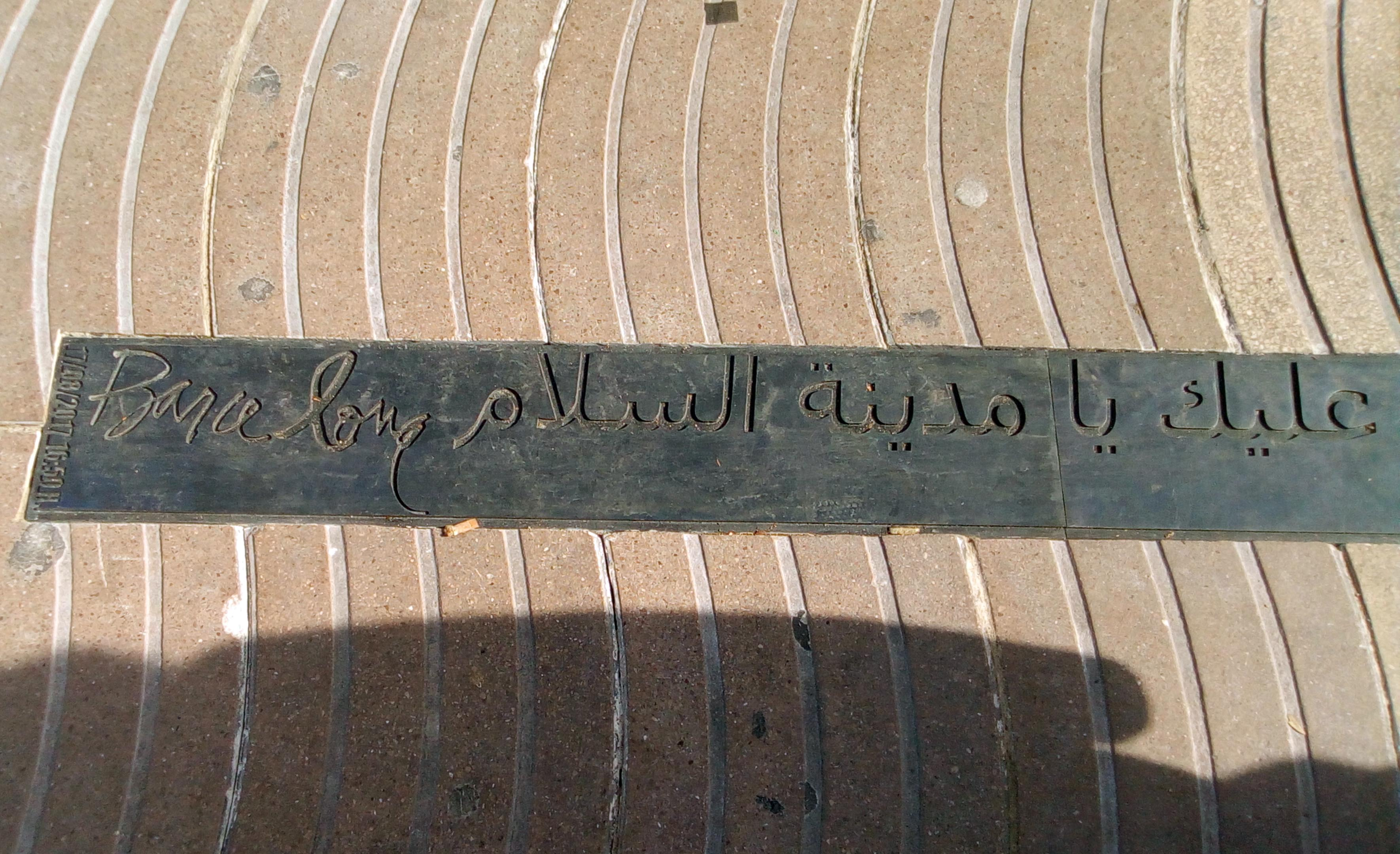
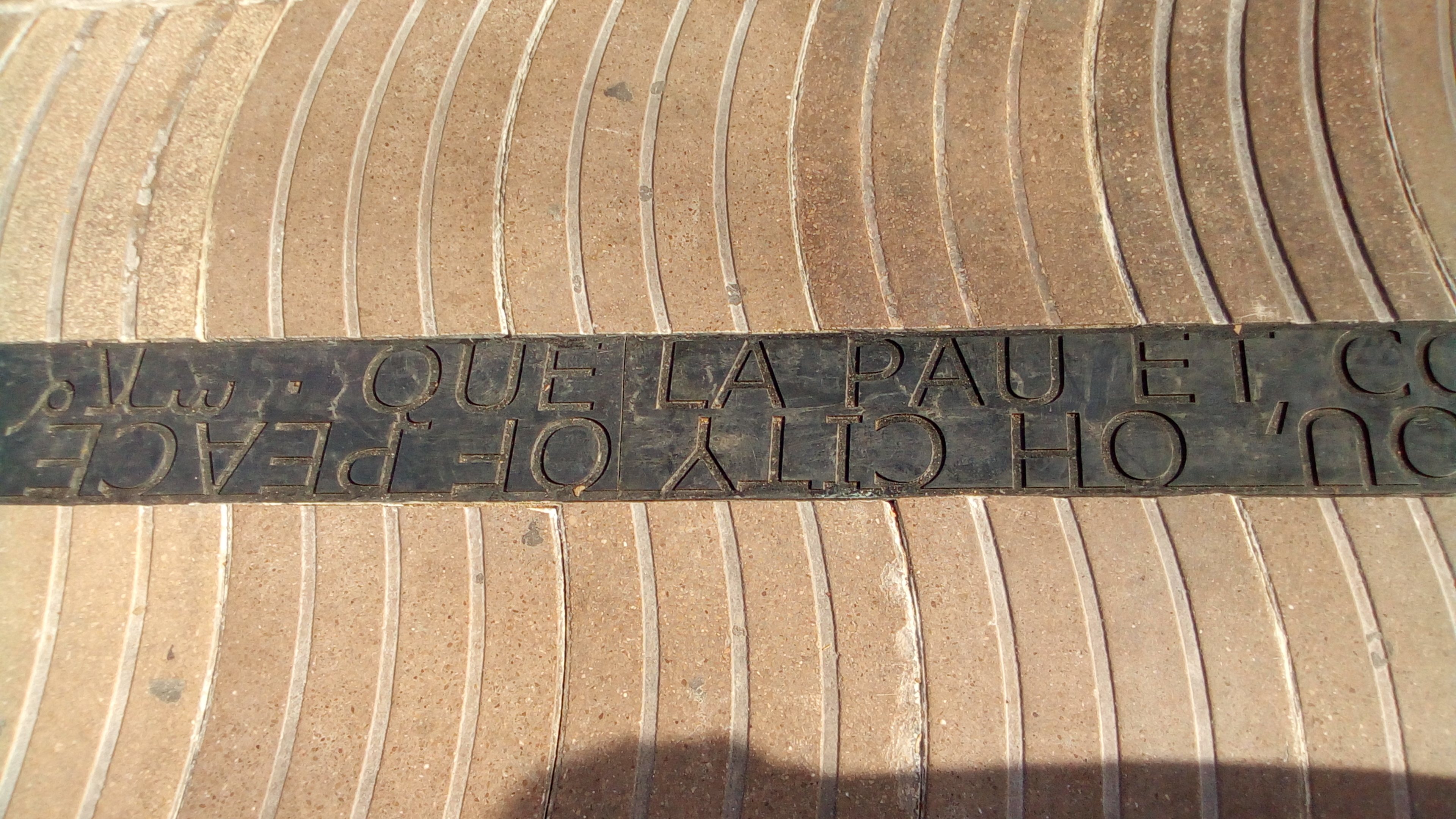
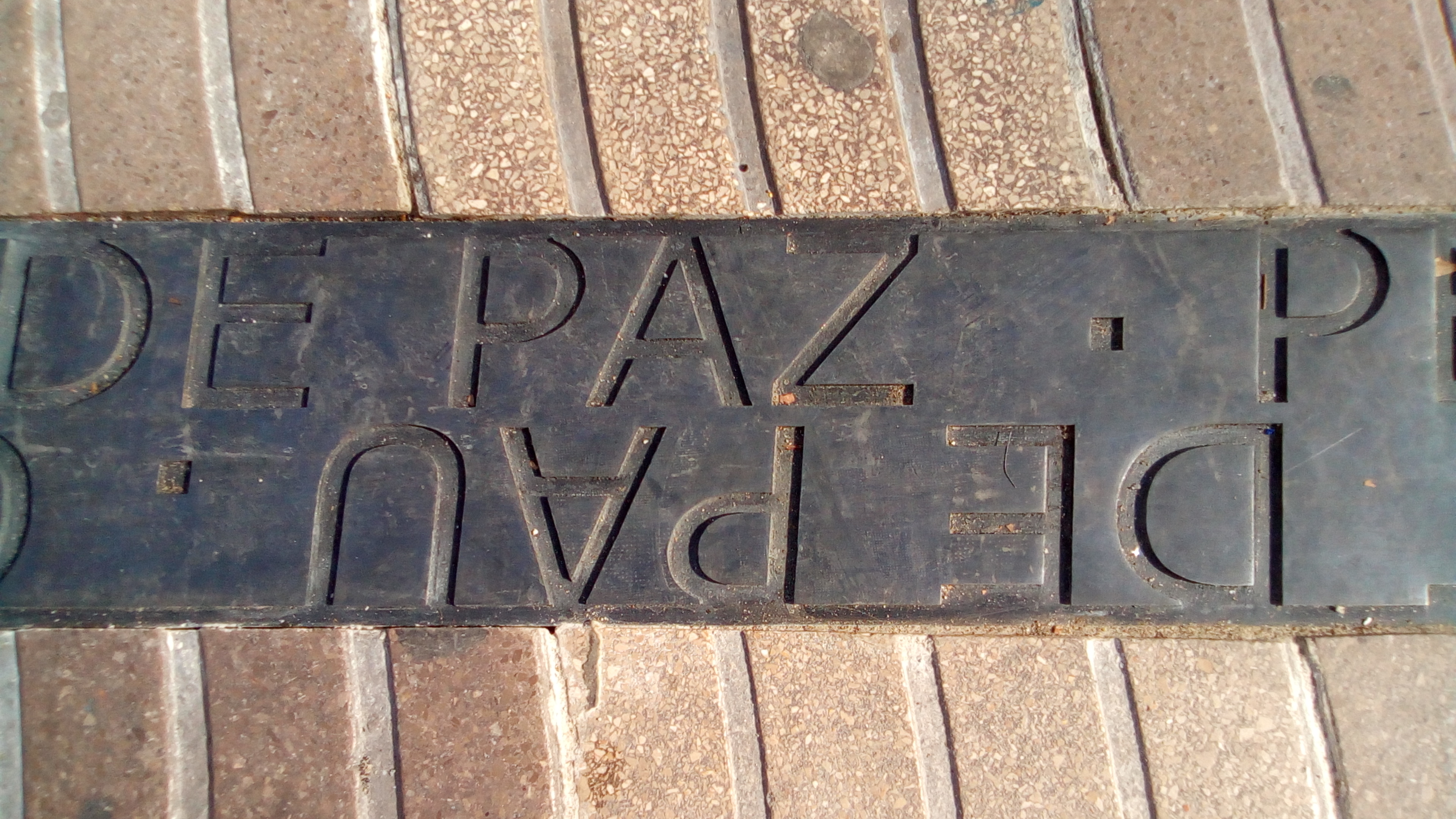

La calle más alegre del mundo, la calle donde viven juntas a la vez las cuatro estaciones del año, la única calle de la tierra que yo desearía que no se acabara nunca, rica en sonidos, abundante de brisas, hermosa de encuentros, antigua de sangre: Rambla de Barcelona.

## Condenas judiciales
En 2021, la Audiencia Nacional condenó a Mohamed Houli Chemlal y a Driss Oukabir a penas de 53 años y seis meses y de 46 años, respectivamente, por delitos de pertenencia a organización terrorista; tenencia, depósito y fabricación de sustancia o aparatos explosivos e inflamables de carácter terrorista y estragos en tentativa de carácter terrorista con 29 delitos de lesiones por imprudencia grave. Asimismo, condenó a Said Ben Iazza a 8 años de cárcel por el delito de colaboración con organización terrorista.

## Filmografía
En el año 2022 se estrenó en Netflix 800 metros, un documental dirigido por Elías León, basado en estos atentados.